# The Amazing Race 17
The Amazing Race 17 là mùa thứ mười bảy của chương trình truyền hình thực tế của Mỹ The Amazing Race. Mùa giải này có 11 đội gồm hai người có quen biết từ trước để cùng tham gia một cuộc đua vòng quanh thế giới.
Mùa thứ mười bảy bắt đầu vào chủ nhật ngày 26 tháng 9 năm 2010. Chương trình được phát sóng trên kênh CBS ở Hoa Kỳ với buổi công chiếu đặc biệt kéo dài 90 phút, sau đó trở lại định dạng một giờ bình thường vào tuần sau vào các tối chủ nhật lúc 8:00. ET/PT Đêm chung kết của mùa diễn ra vào ngày 12 tháng 12 năm 2010. Một lần nữa Phil Keoghan vẫn là người tổ chức của chương trình.
Đây là phần cuối cùng được quay và phát sóng ở độ phân giải chuẩn.
Hai cô gái bác sĩ gây mê Natalie "Nat" Strand và Katherine "Kat" Chang là những người chiến thắng trong mùa giải này và là đội toàn nữ đầu tiên giành chiến thắng trong phiên bản Mỹ của The Amazing Race.

## Sản xuất

### Phát triển và quay phim
CBS làm mới phiên bản thứ 17 của  The Amazing Race  vào ngày 25 tháng 1 năm 2010. Phần được công chiếu vào ngày 26 tháng 9 năm 2010, với một tập đặc biệt dài 90 phút. Chương trình trở lại kéo dài một giờ thông thường vào tuần sau.
Mùa giải này kéo dài 32.000 dặm (51.000 km) trong khi đua khắp bốn châu lục với những lần đầu đến Ghana và Bangladesh. Đây cũng là lần đầu tiên trong lịch sử của chương trình, các đội đã vượt qua Vòng Bắc Cực.

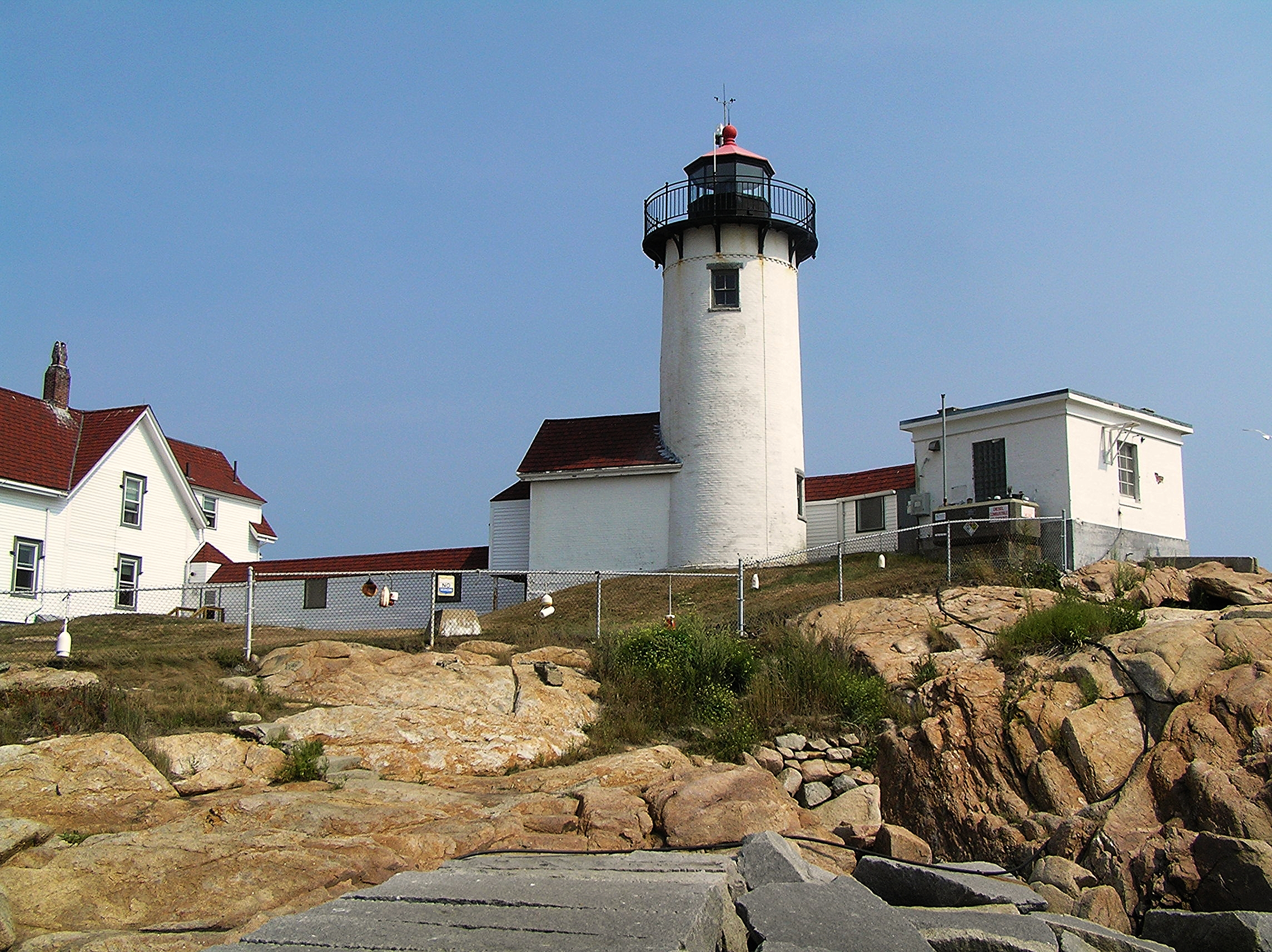
Vạch xuất phát là tại Câu lạc bộ Du thuyền Eastern Point gần ngọn hải đăng ở Gloucester, Massachusetts, đây là mùa đầu tiên kể từ khi mùa thứ 11 bắt đầu ở một thành phố khác ngoài Los Angeles.

Việc quay phim bắt đầu vào ngày 26 tháng 5 năm 2010, với Vạch xuất phát tại Câu lạc bộ Du thuyền Eastern Point ở Gloucester, Massachusetts, đây là mùa đầu tiên kể từ khi  The Amazing Race: Kì Cựu  bắt đầu ở một thành phố khác ngoài Los Angeles. Mùa giải kết thúc vào ngày 15 tháng 6 năm 2010, với vạch đích ở Los Angeles, California.
Trước khi phát sóng mùa giải, CBS đã đăng một đoạn video xem trước ngắn từ một tập phim trên Internet, cho thấy Brook & Claire tham gia thử thách phóng dưa hấu bằng súng cao su . Đoạn clip cho thấy Claire bị ném vào mặt một quả dưa hấu sau khi nó phóng không chính xác từ súng cao su, khiến cô bị choáng trong giây lát nhưng không bị thương nặng. Clip lan truyền nhanh và nổi tiếng trên Internet.
Hai yếu tố trò chơi mới đã được giới thiệu trong Phần 17. Đầu tiên là Express Pass, được trao cho đội về đích đầu tiên ở Chặng đầu tiên. Express Pass cho phép đội bỏ qua bất kỳ nhiệm vụ Detour, Roadblock hoặc Route Info nào trước chặng 8. Cặp đôi hẹn hò Jill & Thomas đã giành được Express Pass mà sau đó họ đã sử dụng để bỏ qua Beds Detour ở chặng 4. Một yếu tố mới khác là Double U - Turn, nơi hai đội được phép sử dụng U-Turn trong một chặng đua. Jill & Thomas đã U-Turne Brook & Claire, trong khi Nat & Kat đã U-Turn Chad & Stephanie.

### Cast
Đơn đăng ký sẽ đến hạn vào ngày 4 tháng 2 năm 2010. Các cuộc casting bán kết được tổ chức vào tháng 3 năm 2010, và các cuộc casting cuối cùng diễn ra tại Los Angeles vào khoảng tháng 3 năm 2010. From there, eleven teams were selected as contestants and filming took place approximately from May to June 2010.
Dàn casting bao gồm một đội gồm người dẫn chương trình mua sắm tại nhà, nghệ sĩ giải trí trên Internet Kevin Wu - thường được biết đến với cái tên "KevJumba" - và cha của anh ấy là Michael, đạo diễn và biên đạo múa Ron Kellum, Ivy League một ca sĩ capello, và một người mẹ ruột và con gái gần đây đã đoàn tụ sau khi nhận con nuôi hơn hai mươi năm trước. Ngoài ra còn có ba nữ hoàng sắc đẹp tranh tài: Mallory Ervin, người dự thi Hoa hậu Mỹ 2010, nơi cô giành ngôi vị Á hậu 4; Brook Roberts, người từng thi Hoa hậu Mỹ 2005; và Stephanie Smith, người là Hoa hậu Nam Carolina Hoa Kỳ 2009.
Chad Waltrip đã cầu hôn Stephanie Smith trong chặng thứ tám, người đã chấp nhận. Họ đã kết hôn vào ngày 20 tháng 11 năm 2010 Họ là đội thứ hai tham gia cuộc đua sau Hayden & Aaron trong  The Amazing Race 6 .

#### Future appearances
Gary & Mallory lại đua một lần nữa trong  The Amazing Race: Unfinished business  giữa một loạt các đội trở lại từ mùa 12 đến mùa 17. Mallory cũng trở lại trong phiên bản All-Star thứ hai, đua với Mark Jackson từ mùa 20 để thay thế Bopper Minton bị bệnh.
Ngoài  The Amazing Race , Mallory đã xuất hiện trên Discovery Channel chương trình thực tế  Backyard Oil  vào năm 2013. Vào ngày 25 tháng 5 năm 2016, Nat & Kat và Brook & Claire xuất hiện trong chương trình  Cuộc đua kỳ thú  với chủ đề  The Price is Right  vào khung giờ vàng đặc biệt.

## Kết quả
Các đội sau đây đã tham gia vào mùa giải, mỗi đội được liệt kê cùng với vị trí của họ trong mỗi chặng và các mối quan hệ như được xác định bởi chương trình. Lưu ý rằng bảng này không nhất thiết phản ánh tất cả nội dung được phát trên truyền hình, do có bao gồm hoặc loại trừ một số dữ liệu. Các vị trí được liệt kê theo thứ tự hoàn thiện: 
| Đội               | Mối quan hệ                       | Vị trí (qua chặng) | Vị trí (qua chặng) | Vị trí (qua chặng) | Vị trí (qua chặng) | Vị trí (qua chặng) | Vị trí (qua chặng) | Vị trí (qua chặng) | Vị trí (qua chặng) | Vị trí (qua chặng) | Vị trí (qua chặng) | Vị trí (qua chặng) | Vị trí (qua chặng) | Roadblock đã thực hiện |
| Đội               | Mối quan hệ                       | 1                  | 2                  | 3                  | 4                  | 5                  | 6                  | 7                  | 8                  | 9                  | 10                 | 11                 | 12                 | Roadblock đã thực hiện |
| ----------------- | --------------------------------- | ------------------ | ------------------ | ------------------ | ------------------ | ------------------ | ------------------ | ------------------ | ------------------ | ------------------ | ------------------ | ------------------ | ------------------ | ---------------------- |
| Nat & Kat         | Bác sĩ                            | 2nd                | 7th                | 8th                | 1st                | 1stƒ               | 4th                | 1st                | 5th                | 3rd⋑               | 1st                | 3rd                | 1st                | Nat 6, Kat 5           |
| Brook & Claire    | Dẫn chương trình mua sắm tại nhà  | 4th                | 1st                | 6th                | 3rd                | 5th                | 2nd                | 2nd                | 4th                | 4th⊂               | 3rd                | 2nd8               | 2nd                | Brook 7, Claire 5      |
| Jill & Thomas     | Đang hẹn hò                       | 1st                | 5th                | 7th                | 5thε2              | 3rd                | 1st                | 5th                | 2nd6               | 1st⊃               | 2nd                | 1st                | 3rd                | Jill 5, Thomas 7       |
| Nick & Vicki      | Đang hẹn hò                       | 10th               | 8th                | 5th                | 6th                | 6th                | 7th3               | 3rd                | 3rd                | 2nd                | 4th7               | 4th9               |                    | Nick 6, Vicki 5        |
| Chad & Stephanie  | Mới hẹn hò→ Đã đính hôn5          | 8th                | 4th                | 3rd                | 7th                | 7th                | 5th                | 6th4               | 1st                | 5th⋐               |                    |                    |                    | Chad 5, Stephanie 4    |
| Gary & Mallory    | Cha/con gái                       | 6th                | 9th                | 2nd                | 2nd                | 2nd                | 6th                | 4th                | 6th                |                    |                    |                    |                    | Gary 4, Mallory 4      |
| Michael & Kevin   | Cha/con trai                      | 7th                | 3rd                | 9th                | 4th                | 4th                | 3rd                | 7th4               |                    |                    |                    |                    |                    | Michael 3, Kevin 4     |
| Katie & Rachel    | Đôi bạn chơi bóng chuyền bãi biển | 5th                | 2nd                | 4th                | 8th                | 8th                |                    |                    |                    |                    |                    |                    |                    | Katie 3, Rachel 2      |
| Connor & Jonathan | Ca sĩ Ivy League                  | 3rd                | 6th                | 1st                | 9th                |                    |                    |                    |                    |                    |                    |                    |                    | Connor 4, Jonathan 0   |
| Andie & Jenna     | Mẹ ruột/con gái                   | 9th                | 10th               |                    |                    |                    |                    |                    |                    |                    |                    |                    |                    | Andie 0, Jenna 2       |
| Ron & Tony        | Bạn thân                          | 11th1              |                    |                    |                    |                    |                    |                    |                    |                    |                    |                    |                    | Ron 1, Tony 0          |

Key
- Vị trí của đội  red có nghĩa là đội đã bị loại.
- green ƒ cho biết đội đã thành công thực hiện Fast Forward.
- Purple ε cho biết rằng đội đã quyết định sử dụng Express Pass cho chặng đó.
- Vị trí của đội   underline blue  cho biết rằng đội đứng cuối cùng trong chặng không loại và phải thực hiện Speed bump ở chặng tiếp theo, ngược lại underlined and italicized blue biểu thị rằng không có Speed Bump ở chặng tiếp theo do lỗi sản xuất ( see below).
- black ⊃ hoặc  cyan ⋑ cho biết rằng đội đã chọn sử dụng một trong hai lượt U-turn trong Double U-turn; Bản mẫu:Brown hoặc  ⋐ cho biết đội đã bị U-turn.

Notes
1. ^  Ron & Tony were unable to perform the coracle task. Already in last place, production informed them to swim across the moat without a penalty being applied. Ron then performed the Roadblock, which went unaired.[16][17]
2. ^  Jill & Thomas used the Express Pass to bypass the Detour in Leg 4.
3. ^  While Nick & Vicki came in last in a non-elimination leg, they did not face a Speed Bump in the following leg. Post-show interviews revealed that the Speed Bump was waived, and that everyone's placement in the following leg was equalized at the Detour, in compensation for various production difficulties in the previous leg affecting all of the teams.[18] One of the problems involved the judge at the Classical Music Detour, who made erroneous calls causing teams (Nick & Vicki in particular) to spend more time at the task than they needed to.
4. ^a b  Chad & Stephanie arrived without their bags, having failed to pay the taxi that drove them to the Pit Stop. They were required to return to their taxi, pay their fare, and retrieve their bags before being allowed to check in. During this time, Michael & Kevin arrived in 6th, but were issued two 30-minute penalties totaling 1-hour (one for hiring a taxi to lead them from Bank Bridge to 1 Vladimirsky Prospekt Tower, and another for taking a taxi from the tower to the Church of the Savior on Blood, both of which were explicitly prohibited by two clues). Chad & Stephanie returned during Michael & Kevin's penalty time, but were issued a 30-minute penalty for taking a taxi to Church of the Savior on Blood when the clue instructed them to travel on foot. At that time they were the only two teams left to check in, and since Michael & Kevin had more than 30 minutes remaining on their penalty time, Chad & Stephanie were allowed to check-in immediately for a 6th-place finish, with their 30-minute penalty time to be assessed at the start of the next leg; Michael & Kevin then fell to last place, which resulted in their elimination.
5. ^  Chad & Stephanie left the Pit Start in Saint Petersburg 2 hours after their scheduled departure time because they accidentally overslept. This did not affect their departure placement since they were the last to depart. Later on the same leg, Chad proposed to Stephanie, who accepted. Their relationship title was changed from "Newly Dating" to "Engaged".
6. ^  Jill & Thomas initially arrived 1st, but were issued a 30-minute penalty for paying a taxi driver to lead them to the Pit Stop, which was explicitly prohibited in the rules. Chad & Stephanie checked-in during their penalty time, dropping Jill & Thomas to 2nd.
7. ^  Nick & Vicki elect to forfeit the Detour because they were too exhausted to continue. They asubsequently checked into the Pit Stop last, but were notified that the leg was a non-elimination leg. The 6-hour penalty they incurred from the Detour would be instead applied at the starting time at Leg 11.
8. ^  Brook & Claire initially arrived 1st, but were issued a 30-minute penalty for taking a taxi to their Detour location when the clue instructed teams to travel either on foot or take the subway. Jill & Thomas checked in during their penalty time, dropping Brook & Claire to 2nd.
9. ^  By the time Nick & Vicki made it to the Seung-il Bridge in Cheorwon, all the other teams had already checked in at the Pit Stop and it had become too dark for them to safely perform some of the tasks after they fell behind all the other teams due to the penalty issued at the start of the leg (see note 8). During the leg's broadcast, they were only shown performing the Speed Bump (which was not described by Phil, but which apparently involved washing a tank) and then immediately checking in at the Pit Stop for elimination. In interviews after the episode was broadcast, they also revealed that they did the Detour prior.[19][20]

## Episode title quotes
Episode titles are often taken from quotes made by the racers.
1. "They Don't Call It The Amazing Race For Nothin!" – Brook
2. "A Kiss Saves the Day" – Brook
3. "In Phil We Trust" – Connor
4. "We Should Have Brought Gloves and Butt Pads" – Kevin
5. "Tastes Like a Million Dollars" – Kat
6. "Run, Babushka, Run" – Vicki
7. "I Want to Be in the Circus, That's Where I Belong" – Brook
8. "Ali Baba in a Suit" – Nick
9. "There's a Lot of Nuts and Bullets" – Jill
10. "I Hate Chinese Food" – Vicki
11. "I'm Surrounded by Ninjas" – Brook
12. "Hi. I'm Sorry. I'm in a Race"  –  Nat

## Prizes
The prize for each leg is awarded to the first place team for that leg. Trips were provided by Travelocity. The prizes were:
- Leg 1 – The Express Pass – an item that can be used to skip any one task of the team's choosing up until Leg 8.
- Leg 2 – A trip for two to Oahu and Kauai in Hawaii.
- Leg 3 – US$5,000 for each team member.
- Leg 4 – A trip for two to Belize.
- Leg 5 – A trip for two to Manuel Antonio National Park, Costa Rica.
- Leg 6 – A trip for two to São Paulo, Brazil.
- Leg 7 – US$5,000 for each team member.
- Leg 8 – A trip for two to Ambergris Caye, Belize.
- Leg 9 – US$15,000 Discover gift card.
- Leg 10 – A trip for two to Rio de Janeiro, Brazil.
- Leg 11 – A trip for two to Iguazu Falls, Argentina.
- Leg 12 – US$1,000,000

## Elimination Station
After elimination, the first five eliminated teams were sequestered at a villa in Cancún, Mexico, to await the finale. CBS posted short videos on its website after each episode aired in the Pacific Time Zone to show the eliminated teams interacting at the villa.
- After Leg 1, Ron & Tony were the first team eliminated and were sent to the villa. They expressed their disappointment at being the first team eliminated but decided to make the most of their situation. After they settled into the villa, they decided to go kayaking, remarking how much easier it was compared to the coracle that they unsuccessfully manned during the season. Afterward, Ron & Tony sat by the pool and tried to predict who would be the first to join them in the villa, and they agreed that it could be anyone.
- After Leg 2, Andie & Jenna were the second team eliminated and were sent to the villa. Ron and Tony welcomed them, glad to finally have another team at the villa to keep them company. Andie and Jenna revealed that they had only recently met, which shocked and moved both Ron and Tony. Andie and Jenna talked at length about their relationship over dinner with Ron & Tony, with Andie revealing the circumstances surrounding Jenna's adoption, and that she has ten other children.
- Leg 3 was a non-elimination leg; hence, no new teams were sent to the villa. Ron & Tony gave Andie & Jenna salsa dancing lessons. Afterward, Andie & Jenna sat by the pool and discussed their relationship.
- After Leg 4, Connor & Jonathan were the third team eliminated and were sent to the villa. Prior to their arrival, the eliminated teams went on a whale shark watching excursion, but after Andie & Jenna became seasick from the rough waves, everyone returned to the villa without seeing any. Later, Connor & Jonathan arrived and shared the song they sang for Phil when they were eliminated. Connor & Jonathan then recounted what happened on their last leg, claiming that the remaining teams were starting to become more cutthroat – news which disappointed Andie & Jenna.
- After Leg 5, Katie & Rachel were the fourth team eliminated and were sent to the villa. Before their arrival, the three eliminated teams went to Kings Bath, where legend holds that the King bathed his children. Afterward, the three teams speculated on who would show up next, wanting another "fun" team to join them in the villa. Katie and Rachel arrived and immediately expressed how angry and disappointed they were to be eliminated, ignoring the other eliminated teams' attempts to console them. This irritated Ron & Tony, who claimed that Katie & Rachel's bitter attitudes were bringing a negative energy to the house. Later, Katie & Rachel admitted that they did enter the villa in a foul mood, but did not regret anything they had said, further bemoaning the fact that they had lost The Amazing Race.
- Leg 6 was a non-elimination leg; hence, no new teams were sent to the villa. The group played a game of water volleyball together in the villa's pool. Afterward, they went to the beach. Katie & Rachel, still bitter about being eliminated, said that they did not want one of the remaining all-female teams to win the season, since they had wanted to be the first all-female winners.
- After Leg 7, Michael & Kevin were the fifth team eliminated and were sent to the villa. After the other teams went snorkeling during the day, Katie & Rachel continued to state that they wanted an all-female team (specifically Brook & Claire) to be eliminated next, as they still were upset that they would not be the first all-female team to win; the two girls were disappointed when they saw Michael & Kevin arrive. Kevin stated his disappointment at their elimination because of an hour-long penalty, while Michael joked that he was glad to finally be done with the stresses of racing. While alone, Kevin continued to say he wished they had not been eliminated so they could have potentially gone to Asia (specifically China where they would have had a linguistic advantage), but Michael told him to just drop the issue. The next day, the eliminated teams visited Punta Sur, where Katie & Rachel spoke with Michael & Kevin about their elimination. Michael told the group that none of them should dwell on losing, and that it should be a learning experience on how to accept even the biggest disappointments in life.
- After Leg 8, Gary & Mallory were the sixth team eliminated. The teams gathered around a phone, waiting for a call to see who was eliminated. Before the call, Jenna stated that she and Rachel had dreams the previous night that either Gary & Mallory or Brook & Claire were eliminated. Katie & Rachel stated, again, that they wanted Brook & Claire to be eliminated. Everyone was surprised when Gary & Mallory called, and told the teams that it was the hardest leg ever, and that they traveled for 16 hours and ended up losing to Nat & Kat with minutes to spare. After the call, the teams continued to comment on Katie & Rachel's obsession that an all-female team should not win The Amazing Race this season. The next day, the eliminated teams went down to the docks to pick up an amberjack and then cook it in the traditional Mayan Tikin Xic style. Once the food was prepared, Andie told everyone that it reminded her of home and being with family, and that the eliminated teams were her substitute family, and Connor joked that she was their substitute birth mom. Later, Ron & Tony spoke with Andie about her relationship with Jenna, and Andie said that whatever Jenna wanted to do from this point on was fine with her.
- After Leg 9, Chad & Stephanie were the seventh team eliminated. Connor & Jonathan spoke about how they felt the fact that they did not attend their graduation at Princeton makes it better that they did not have the transition from college student into adulthood. Later, the eliminated teams went to Alux, an underground restaurant inside a natural cavern, and Jenna had everyone around the table say what they learned from their time on The Amazing Race.
- Leg 10 was a non-elimination leg, but this Elimination Station featured eliminated teams waiting for the phone call with Chad & Stephanie calling the villa after their elimination in Leg 9. They told the other teams how being U-Turned by Nat & Kat had led to their elimination, and then shared the news about their engagement. Ron joked with them by asking if the elimination affected their engagement. The eliminated teams discussed who they wanted in the Top 3, with Nat & Kat and Brook & Claire both mentioned. Jokes were made about Katie & Rachel's dislike that an all-female team might win and that it was not going to be them. Later, all the eliminated teams packed up and prepared for their flight to the final destination city. Michael finally admitted to Kevin that if he were more confident in himself, they might have been able to go farther in the competition. Andie & Jenna were glad that they would be returning home soon, and Jenna expressed how she felt about her relationship with her biological mother. As the eliminated teams left he villa, all of them speculated on what the final destination would be, with guesses ranging from somewhere in Arizona to Seattle to New York City.
- After Leg 11, Nick & Vicki were the eighth and final team eliminated. Elimination Station showed the five eliminated teams arriving at the final destination in Los Angeles, California. After arriving in Los Angeles, the teams checked into a hotel, settled into their rooms, and awaited the phone call from the eighth team eliminated. Ron commented that he and Tony were in their home city; Kevin commented that there would be a lot of interesting things to do in Los Angeles, while also saying to his father what it would be like if they were still racing; and Andie and Jenna discussed how their future relationship would develop. Later, the teams gathered to get the call from the field to learn that Nick & Vicki had been eliminated. Vicki mentioned how she had gotten sick in the previous leg and their penalty had contributed to their loss. Nick said that he believed that Jill & Thomas would win, as they had been coming in first lately, but Vicki said that she thought Nat & Kat would win. The eliminated teams joked that Rachel would physically attack either Brook & Claire or Nat & Kat if they came across the finish line first; although Rachel said she was no longer upset that an all-female team could win this season.
- Leg 12 was the final leg of The Amazing Race 17. Elimination Station showed the Finish Line that took place in Greystone Mansion. Gary & Mallory, Chad & Stephanie, and Nick & Vicki reunited with the other eliminated teams. Andie asked to see Stephanie's engagement ring, and she told the others that they had finished in first place that leg and won a trip to Belize for their honeymoon. Tony led the eliminated teams in a dance before waiting for the remaining teams to cross the Finish Line. All the eliminated teams were waiting to find out who would cross the Finish Line first and win $1,000,000. When they found out that Nat & Kat crossed the Finish Line first and won $1,000,000, everyone congratulated them on being the first all-female team to win. Rachel, although still upset that she and Katie were not that team, said she was still happy for their win. The teams then greeted Brook & Claire as they crossed the Finish Line in 2nd Place, with everyone noting that the top two teams were both female teams. When Jill & Thomas finally crossed the Finish Line in 3rd Place, Thomas conceded that even though he and Jill were top competitors, Nat & Kat and Brook & Claire were truly the top two teams. Teams expressed their opinions about the final three teams at the Finish Line along with their joys and disappointments and the learning experiences they could draw from it.

## Race summary

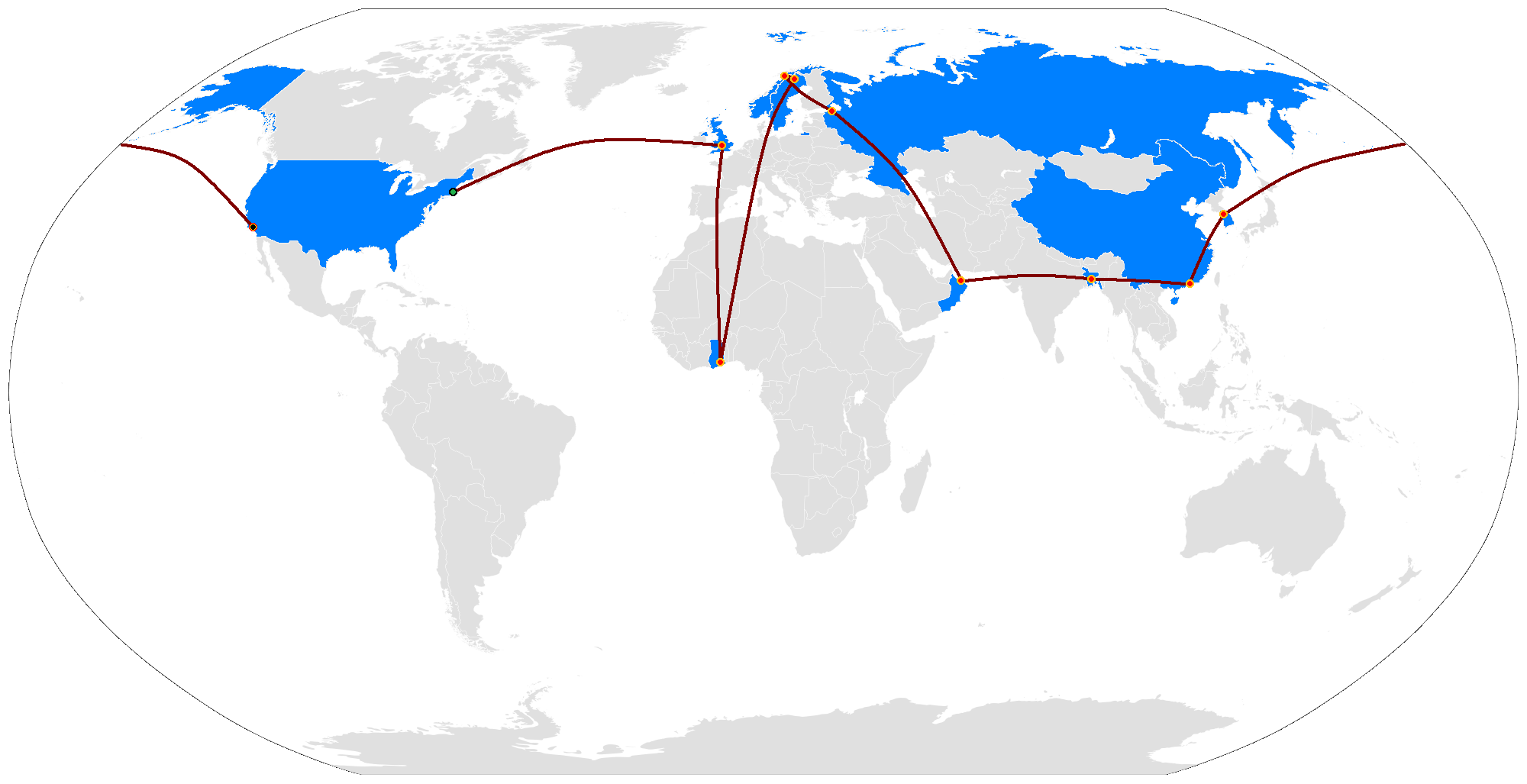
The route of The Amazing Race 17 (Complete Route Map).

### Leg 1 (United States → England)
Airdate: September 26, 2010

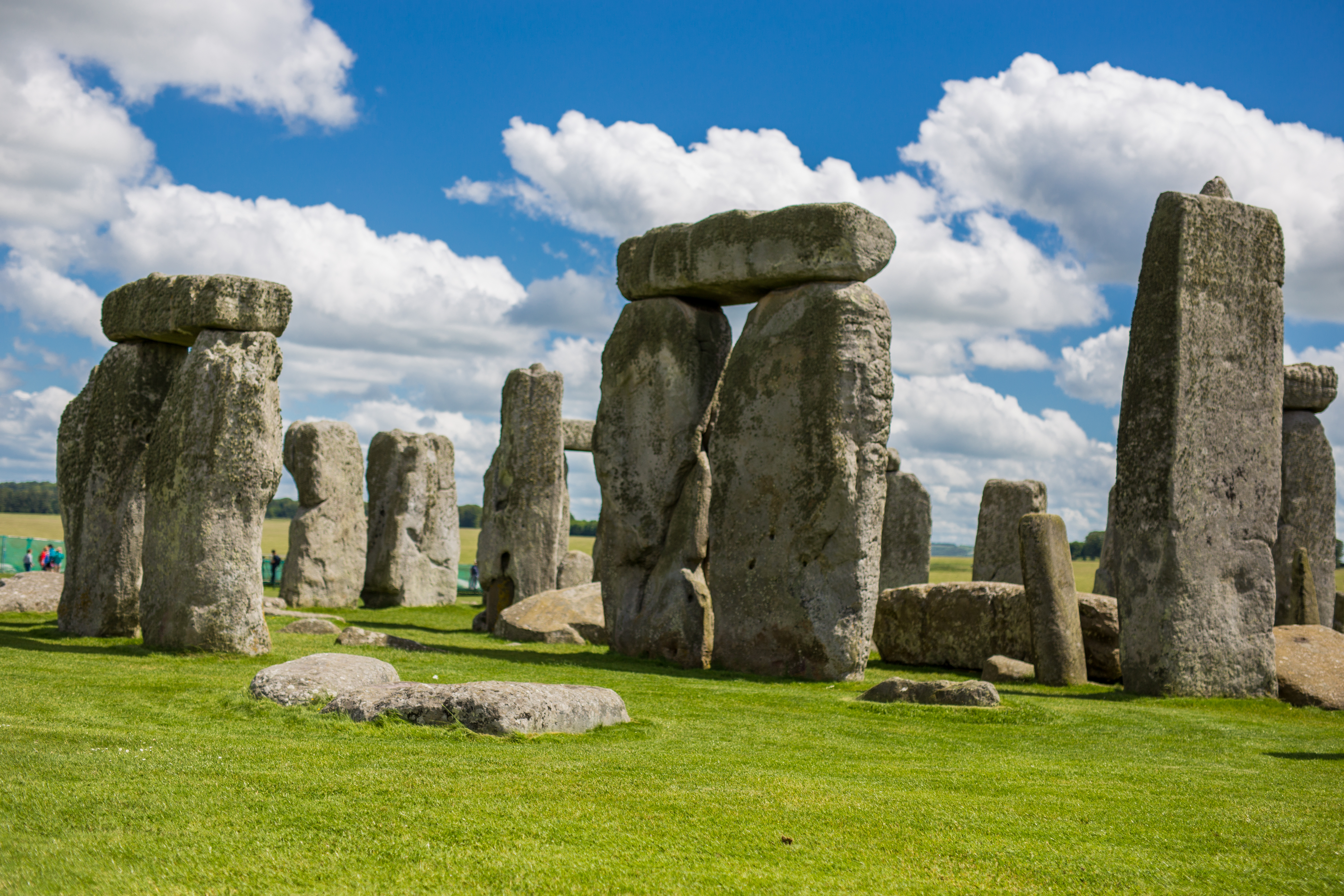
The famous prehistoric monument of Stonehenge in England served as the first destination of The Amazing Race 17.

- Gloucester, Massachusetts, United States (Eastern Point Yacht Club) (Starting Line)
- Bản mẫu:TAR travel Boston (Logan International Airport) to London, England, United Kingdom (Heathrow Airport)
- Amesbury (Stonehenge)
- Ledbury (Eastnor Castle) Bản mẫu:TAR clue Bản mẫu:TAR clue

In this season's first Roadblock, one team member had to travel on horseback to a tournament area and use a giant slingshot to launch a watermelon and knock over a suit of armor standing 50 foot (15 m) away to receive their next clue from a court jester.
Additional tasks
- At Logan International Airport, teams had to book one of two flights to London, England. The first three teams would be booked on an American Airlines flight, while all the other teams would be booked on a Virgin Atlantic flight departing a half-hour later.
- Upon arrival in London, teams had to drive to Stonehenge in Amesbury to pick up their clue and solve a riddle ("Find the castle that is the opposite of Nor'easter.") to discover that their next destination was Eastnor Castle.
- Once at Eastnor Castle, teams had to climb a ladder on an exterior wall of the castle while peasants standing atop the wall taunted and poured dirty water on them. Once they scaled the wall, they had to retrieve a medieval flag and then use a coracle to cross the castle's moat to bring the flag to a knight in shining armor with the same colors as their flag, who would give them their next clue.
- After completing the Roadblock, teams had to search the nearby castle grounds for the Pit Stop.

### Leg 2 (England → Ghana)
Airdate: October 3, 2010

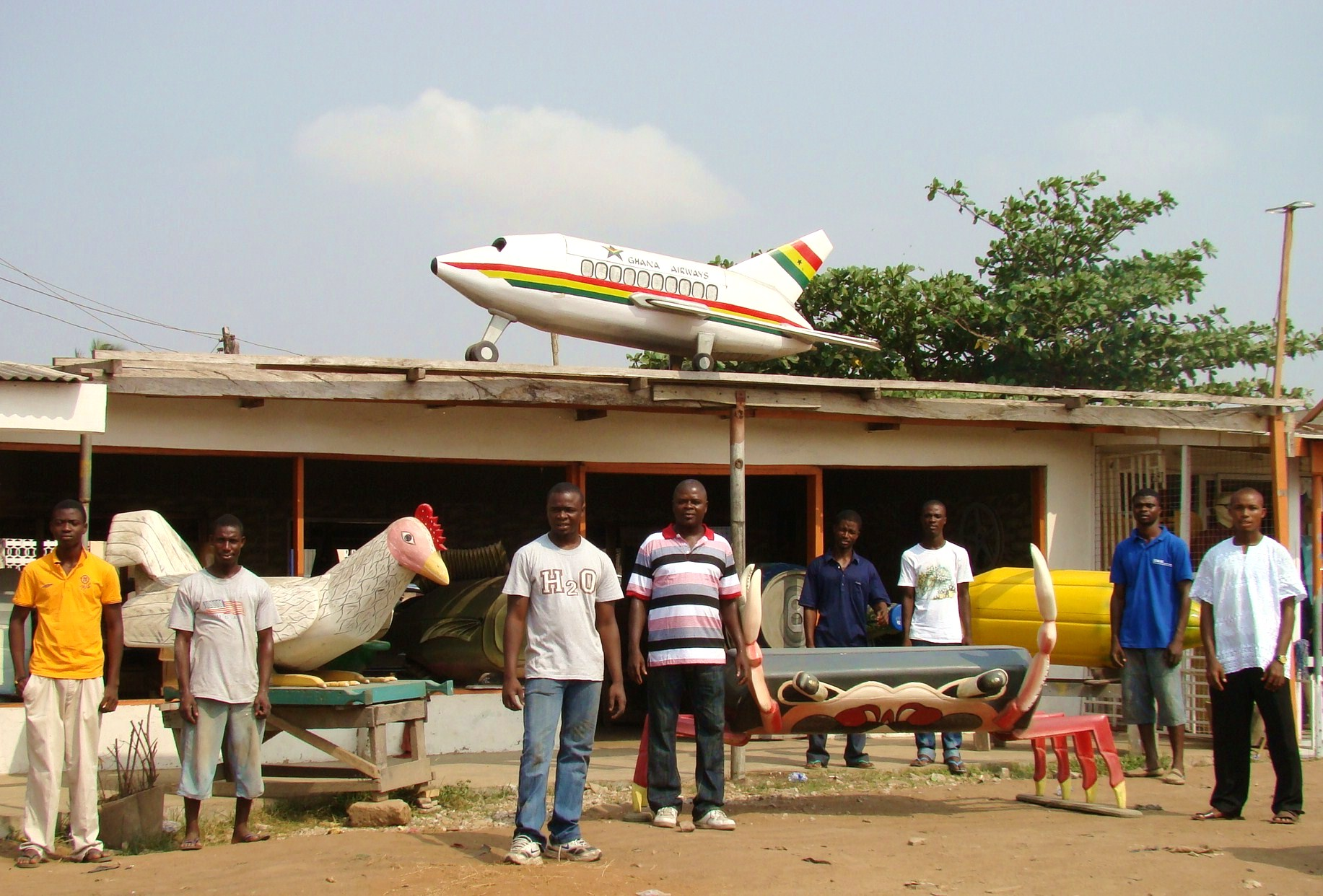
The Check Out Detour task showed the Ga custom of having coffins designed after the deceased's job in life.

- Bản mẫu:TAR travel London (Heathrow Airport) to Accra, Ghana (Kotoka International Airport)
- Accra (Kwame Nkrumah Memorial Park)
- Accra (Makola Market) Bản mẫu:TAR clue
- Teshie (Peace Motor Spare Parts)
- Bản mẫu:TAR clue Teshie (Adom Electronics or Emmanuel's Woodshop and Hello Coffin Showroom)
- Accra (Kaneshie Market) Bản mẫu:TAR clue

In this leg's Roadblock, one team member had to sell sunglasses, with each pair sold for at least GH₵3, to make GH₵15 (approx. US$10) to receive their next clue.
This season's first Detour was a choice between Tune In or Check Out. In Tune In, teams had to travel to Adom Electronics and pick up a television antenna setup, bring it to a marked house, and set it up to the customer's preference. Once the television set picked up a proper signal, the house owner would give them their next clue. In Check Out, teams had to bring a fantasy coffin from Emmanuel's Woodshop to a showroom across town to retrieve their next clue.

### Leg 3 (Ghana)
Airdate: October 10, 2010

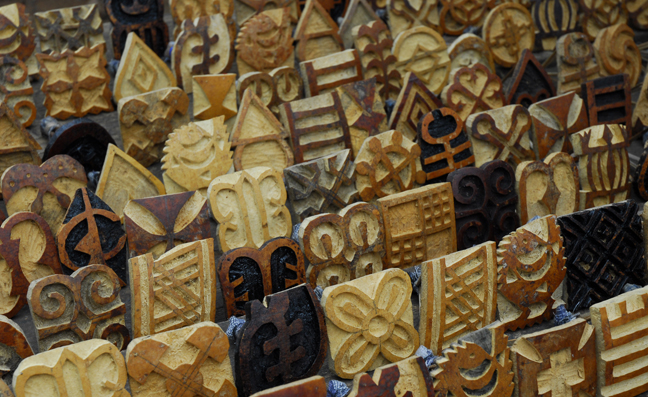
In the Language Arts Detour, teams had to find a set of eight adinkra symbols (as carved at the Calabash stamps in Ntonso, Ghana) in a massive puzzle akin to a word search.

- Accra (Jamestown – Akotoku Boxing Academy) Bản mẫu:TAR clue
- Dodowa (Supply Depot)
- Dodowa (Asebi D/A Primary School) Bản mẫu:TAR clue
- Doryumu (Home of Awusa Ntso) Bản mẫu:TAR clue

In this leg's Roadblock, one team member had to perform a boxing workout. After first wrapping their hands properly, the team member had to punch a punching bag and then jump rope for 60 seconds on each exercise without stopping to receive their next clue from their boxing trainer.
This leg's Detour was a choice between Bicycle Parts or Language Arts. In Bicycle Parts, both team members had to use a stick to roll a bicycle wheel's rim down the length of a soccer field and back without touching the rim with their hands or letting it fall over to receive their next clue from one of the school children. In Language Arts, teams chose a proverb with eight highlighted phrases that corresponded to a series of eight Adinkra symbols. Using a nearby decoder key, teams had to locate the eight symbols in a massive word search-like puzzle and circle the correct set of Adinkra symbols to receive their next clue from one of the school children.
Additional tasks
- At the supply depot in Dodowa, teams had to load up two wheelbarrows with building supplies and deliver the correct supplies to the Asebi D/A Primary School to receive their next clue.
- At the Asebi D/A Primary School, teams had to join a geography class studying a map of Africa. While the children located other nations in Africa, teams had to correctly locate Ghana on the map to receive their next clue from the students.

Additional note
- After checking into the Pit Stop, teams helped renovate the school they visited during this leg.

### Leg 4 (Ghana → Sweden)
Airdate: October 17, 2010

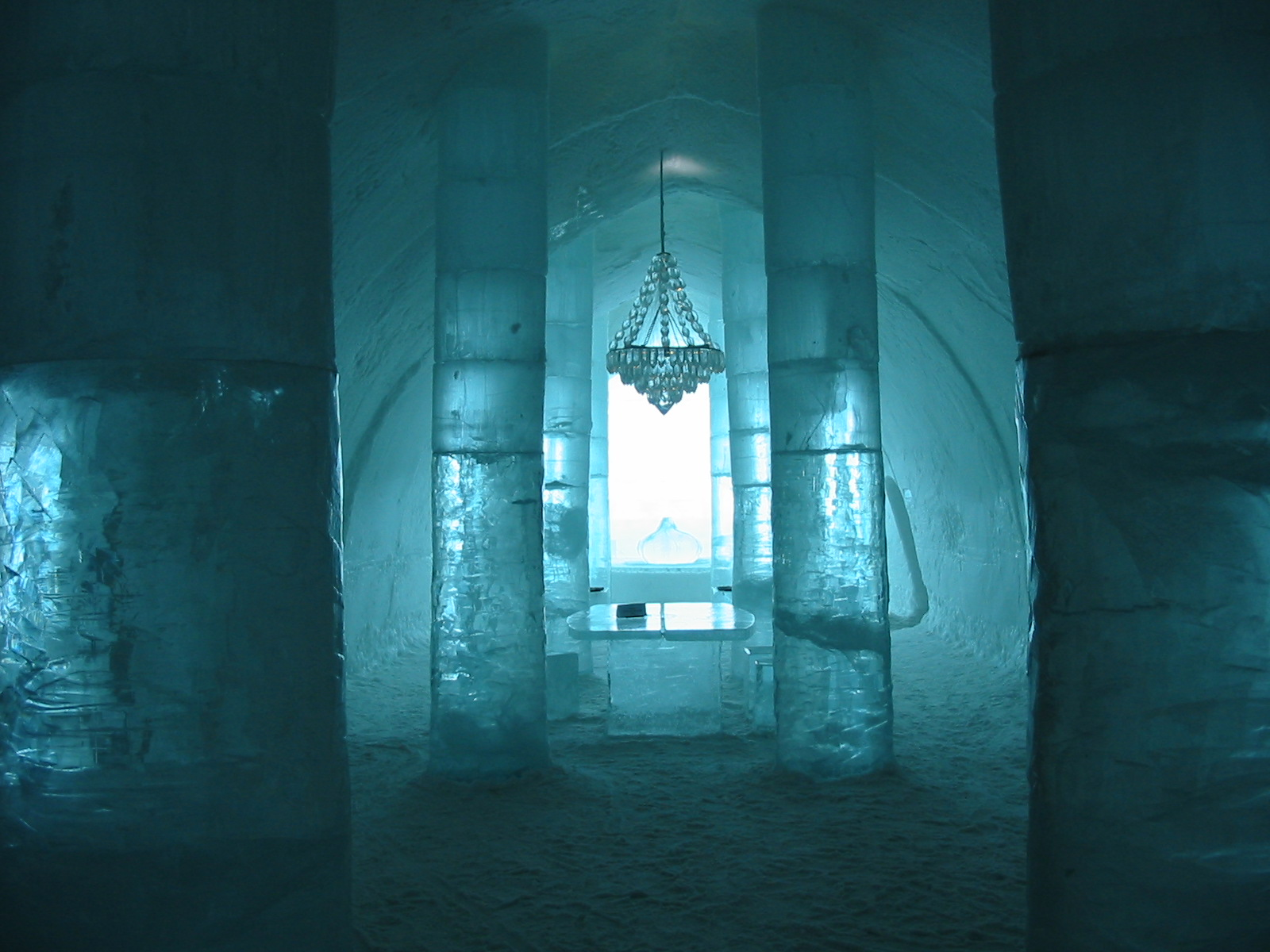
Teams traveled to the Icehotel in Jukkasjärvi, located north of the Arctic Circle, where Michael & Kevin sat on ice chairs for their Speed Bump.

- Bản mẫu:TAR travel Accra (Kotoka International Airport) to Kiruna, Lapland, Sweden (Kiruna Airport)
- Jukkasjärvi (Icehotel) Bản mẫu:TAR clue
- Poikkijärvi (Fjellborg's Lodge) Bản mẫu:TAR clue
- Riksgränsen (Vassijaure Railway Station (bằng tiếng Thụy Điển)) Bản mẫu:TAR clue
- Riksgränsen (Swedish–Norwegian Border) Bản mẫu:TAR clue

For their Speed Bump, Michael & Kevin had to sit on chairs made of ice in the Icehotel for 10 minutes before they could continue racing.
In this leg's Roadblock, one team member had to choose a sled dog team and hitch them to a summer training sled. They then had to take the dogs on a course to a hunter's camp, collect five different flags along the way, trade the flags for fur pelts at the end, and bring the pelts back to the lodge for their next clue. They would have to take a penalty lap around the camp for each missed flag in order to obtain the pelts.
This leg's Detour was a choice between Sleds or Beds. In Sleds, teams had to use TechSleds to race down a mountain course in less than one minute and 58 seconds to receive their next clue. In Beds, teams had to properly build a traditional Sami dwelling known as a goahti and furnish the inside with furs and a fire pit to receive their next clue from a Sami elder.
Additional task
- At the Icehotel, teams had to find the storage room and pick up a block of ice. Teams had to figure out that their next location was etched on their block of ice (tiếng Thụy Điển: Pietaras Järvivägen Fjellborgs Vid Väkkäräjärvi, lit. Fjellborg's Lodge in Poikkijärvi) in order to find their next clue.

Additional note
- Due to limited availability of flights from Accra, teams were given tickets on a flight to Kiruna via Frankfurt, Germany but were under no obligation to use them.

### Leg 5 (Sweden → Norway)
Airdate: October 24, 2010

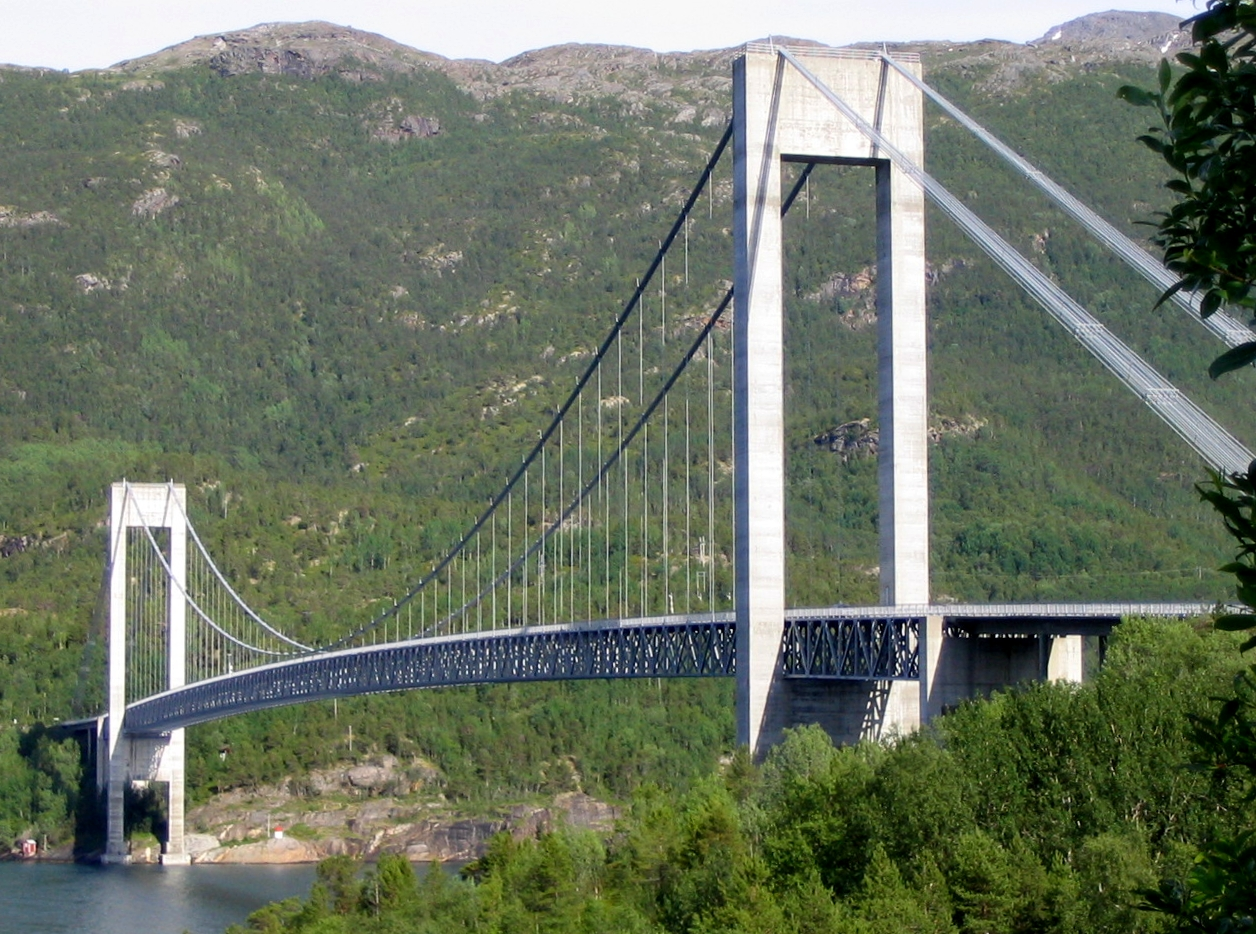
The Roadblock in Norway required racers to rappel down and then ascend the Skjomen Bridge.

- Bản mẫu:TAR travel Narvik, Nordland, Norway (Fagernesfjellet Mountain)
  - Bản mẫu:TAR clue Vidrek (Stornaustet)
- Skjomen (Skjomen Bridge) Bản mẫu:TAR clue
- Sandtorg, Troms (Hårvika) Bản mẫu:TAR clue
- Ankenesstranda (Ankenes Marina) Bản mẫu:TAR clue

In this season's only available Fast Forward, one team had to drive themselves to the Stornaustet immersive restaurant in Vidrek to participate in a traditional Christmas ritual. After arriving, they would find out that they had eat an entire serving of smalahove, a dish made of a boiled sheep's head, between the two of them to claim the Fast Forward.
In this leg's Roadblock, one team member had to rappel off the Skjomen Bridge and then signal for one of two waiting boats to give them their next clue. After retrieving the clue from the boat, the team member had to use a mechanical ascender to return to the bridge deck.
This leg's Detour was a choice between Bike or Boat. In Bike, teams had to ride a bicycle along a course to a sign, where combinations of numbers and colors were shown. Teams then had to memorize the combination of the color that matched the color on their bicycle lock, return to the starting point, and then use the combination to unlock their next clue. In Boat, teams had to use a map for reference to navigate a fishing trawler to a specific location. They then had to deliver two cod and a chainsaw to a summer lodge to receive their next clue.
Additional task
- Upon arrival in Narvik, teams had to find the Fagernesfjellet Mountain, where they had to ride the gondola to the top of the mountain to retrieve their next clue.

### Leg 6 (Norway → Russia)
Airdate: October 31, 2010

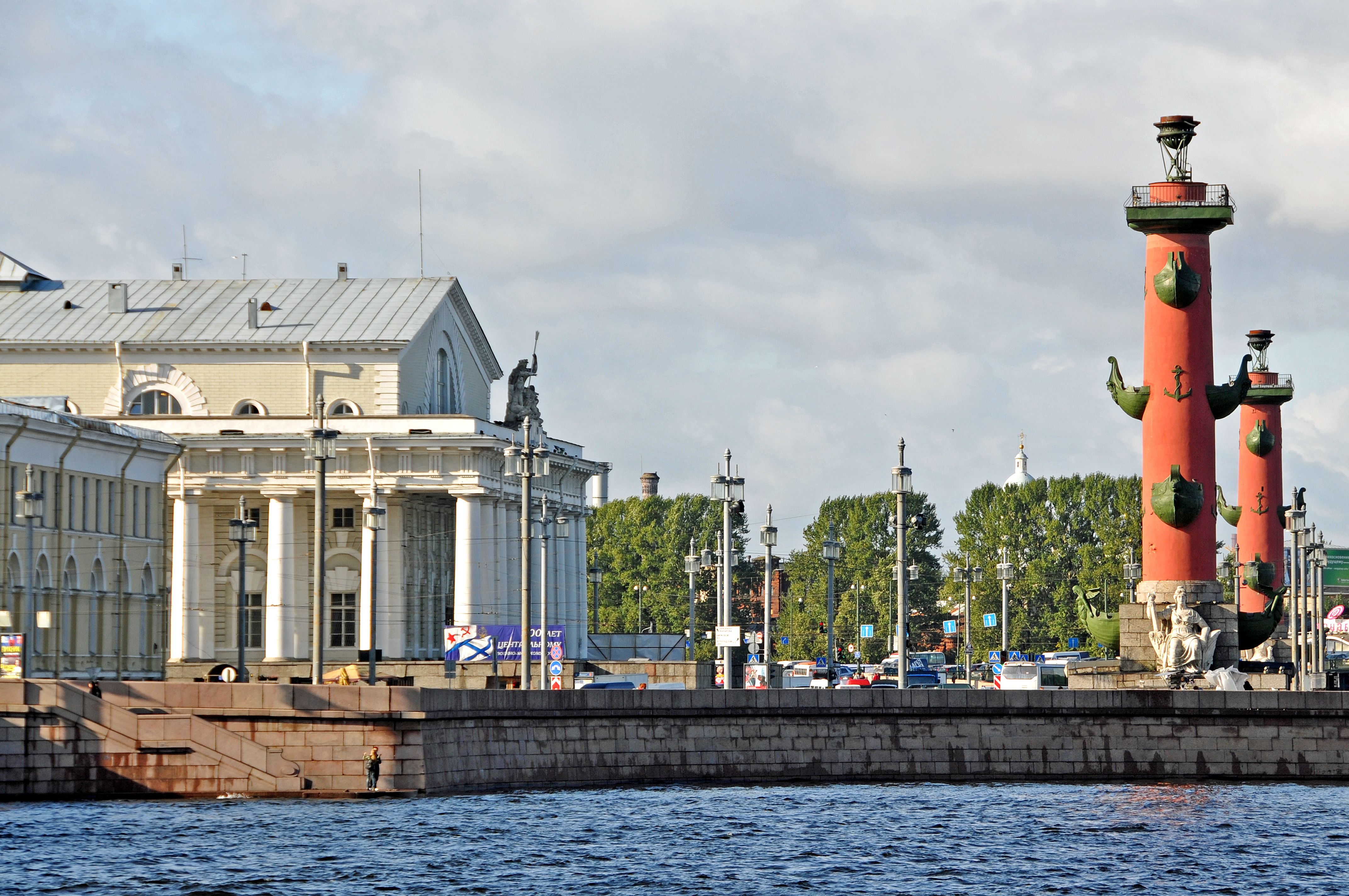
Upon arrival in Saint Petersburg, teams had to find Russian rostral columns on the spit of Vasilyevsky Island to find their clue.

- Bản mẫu:TAR travel Narvik (Narvik Station) to Uppsala, Sweden (Uppsala Central Station)
- Bản mẫu:TAR travel Stockholm (Stockholm Arlanda Airport) to Saint Petersburg, Russia (Pulkovo Airport)
- Saint Petersburg (Vasilyevsky Island – Birzhevaya Square (Rostral Columns))
- Bản mẫu:TAR clue Saint Petersburg (Beloselsky-Belozersky Palace or Lenfilm)
- Saint Petersburg (Palace Square)
- Saint Petersburg (Alexandrovskaya (bằng tiếng Nga) – Neighborhood Store) Bản mẫu:TAR clue
- Saint Petersburg (Alexander Garden overlooking Saint Isaac's Cathedral) Bản mẫu:TAR clue

This leg's Detour was a choice between Classical Music or Classic Cinema. In Classical Music, teams traveled to Beloselsky-Belozersky Palace and had to listen to three different compositions (Mussorgsky's Pictures at an Exhibition, Rimsky-Korsakov's Scheherazade, and Tchaikovsky's Troika ) playing on three numbered gramaphones. They then entered a music hall full of pianists playing several different compositions and had to take a copy of the sheet music from the pianist playing one of the three compositions. Once the correct compositions were placed in the correct order, a maestro would give teams their next clue. In Classic Cinema, teams traveled to Lenfilm and had to search through several hundred filmstrips until they found one matching the film playing in the theatre (Sergei Eisenstein's October ). When they showed the correct filmstrip to the projectionist, he would give teams their next clue.
In this leg's Roadblock, one team member had to dress up like a babushka, pick up a sack of 50 potatoes, and fill a wheelbarrow with cow manure. A babushka would then show them how to properly plant the potatoes. Once the potatoes were planted, they would receive their next clue from a babushka.
Additional tasks
- Upon arrival in Saint Petersburg, teams had to find the Rostral Columns on Birzhevaya Square on the spit of Vasilyevsky Island to find their next clue.
- Depending of which Detour they completed, teams were given a record or a film canister with a photo of the location of their next clue: Palace Square.

### Leg 7 (Russia)
Airdate: November 7, 2010

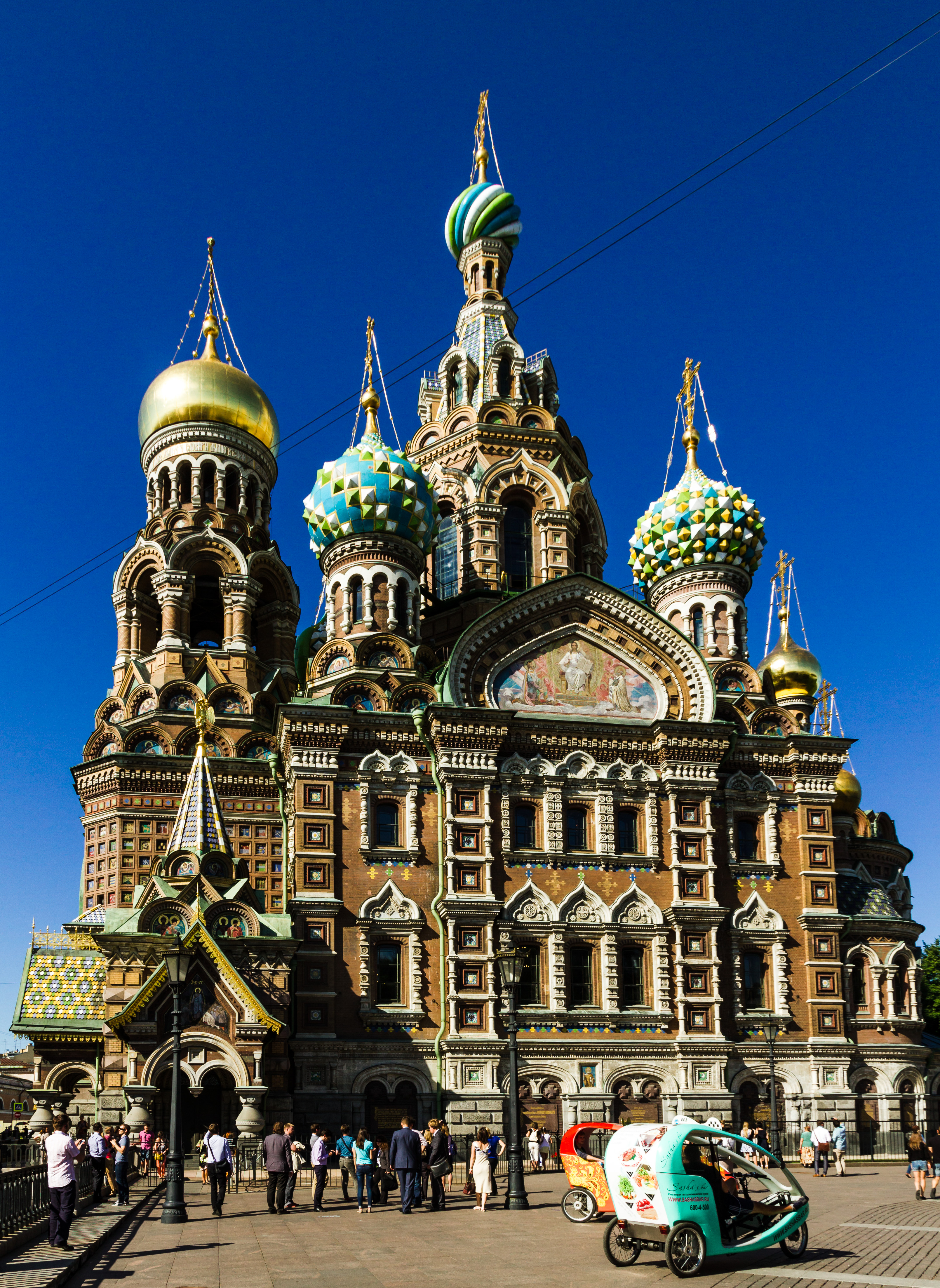
While in Saint Petersburg, teams participated in a "Russian mystery" task where they were brought to the city's famous landmarks, including the Church of the Savior on Blood.

- Saint Petersburg (Avtovo Circus) Bản mẫu:TAR clue
- Saint Petersburg (Bank Bridge)
- Saint Petersburg (1 Vladimirsky Prospekt Tower)
- Saint Petersburg (Church of the Savior on Blood)
- Saint Petersburg (Peter and Paul Fortress – Gorodki Courts) Bản mẫu:TAR clue
- Saint Petersburg (Peter and Paul Fortress – Naryshkin Bastion) Bản mẫu:TAR clue

This leg's circus-inspired Detour was a choice between Circus Band or Circus Clown. In Circus Band, team members had to learn and correctly play a Russian folk song (Ivan Larionov's "Kalinka") on the accordion to receive their next clue from the band leader. In Circus Clown, teams had to learn plate spinning and get ten plates to spin simultaneously for ten seconds without falling to receive their clue from a clown.
In this leg's Roadblock, one team member had to clear three gorodki pin formations by tossing a wooden bat to receive their next clue. After two attempts at a formation, the pins would be reset.
Additional task
- After completing the Detour, teams began a "Russian mystery" task. The first clue was to find the canal bridge guarded by four creatures with golden wings, Bank Bridge. The next clue told teams to head on foot without a taxi leading them to the tower at 1 Vladimirsky Prospekt. At the top of the tower, only one team member from two teams at most were allowed to look around for a clue to the next location - a figurine of the Church of the Savior on Blood. After locating the figurine, teams then had to walk to the church to get their next clue, which said, "What am I? Peter the Great is buried inside me. The writer Dostoevsky was imprisoned within me. Find me and then search for the Gorodki Courts." Teams had to figure out that their next destination was the Peter and Paul Fortress, where their next clue was located.

### Leg 8 (Russia → Oman)
Airdate: November 14, 2010

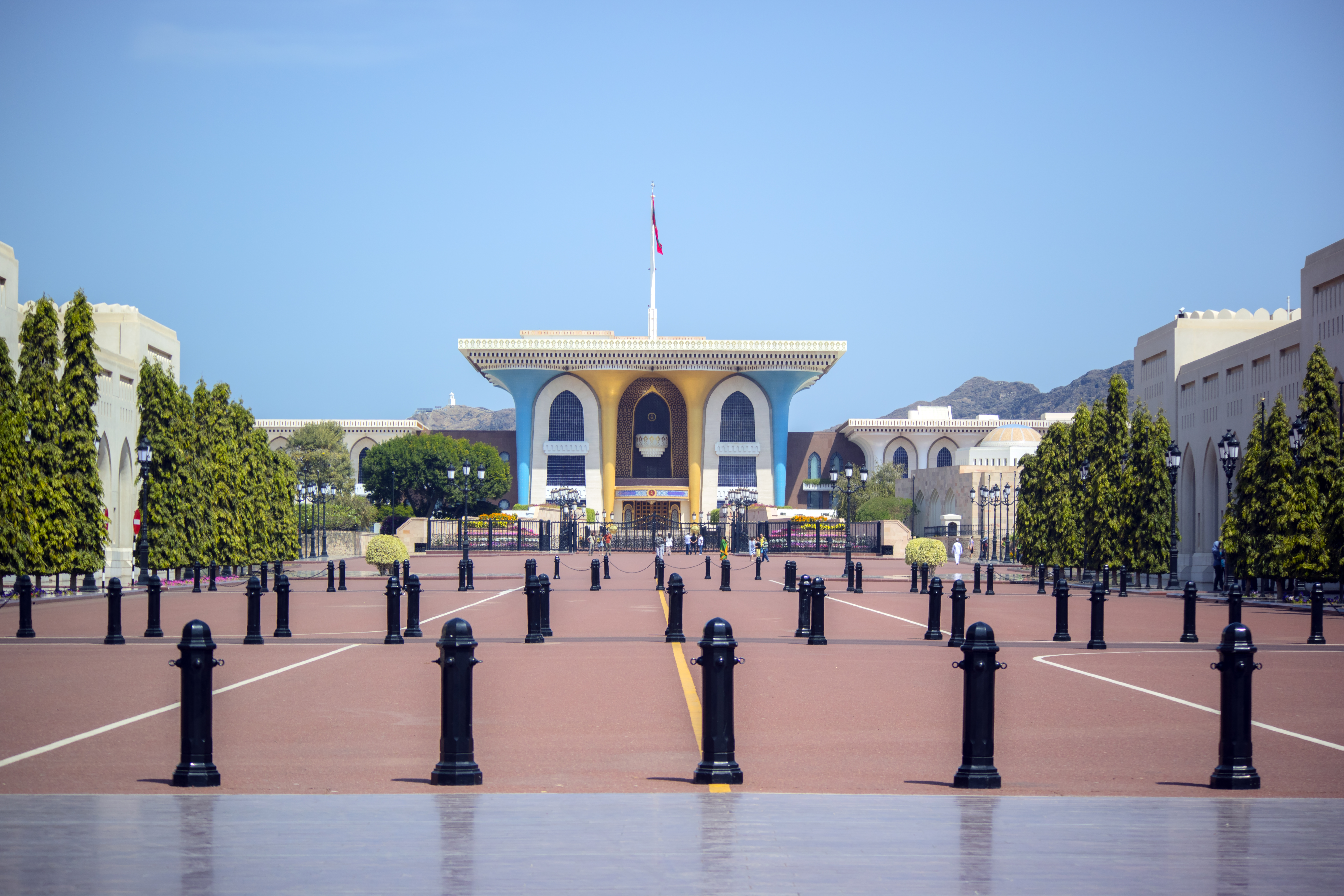
Teams ended this leg in Oman's Sultanate Palace, the Al Alam Palace, in the center of Muscat.

- Saint Petersburg (Senate Square – Bronze Horseman) (Pit Start)
- Bản mẫu:TAR travel Saint Petersburg (Pulkovo Airport) to Muscat, Oman (Muscat International Airport)
- Muscat (Riyam Park – Burj Al Mubkharah) (Overnight Rest)
- Al Hamra (Jebel Shams) Bản mẫu:TAR clue
- Nizwa (Stack of Books) Bản mẫu:TAR clue
- Muttrah (Muttrah Souq – Ghalib Bakheet Salem Bait Kalshat Al-Mahari Store)
- Muscat (Al Alam Palace) Bản mẫu:TAR clue

In this leg's Roadblock, one team member had to rappel 500 foot (150 m) down the side of the mountain to a field of hundreds of oil lamps, a handful of which held Aladdin's magic ring. Once they found the lamp with the ring, they had to exchange it for their next clue.
This leg's Detour was a choice between Water Table or Wedding Table. In Water Table, teams have to pump water from a well to fill a water truck and then direct the truck's driver to deliver the water to their assigned house in the neighborhood of Aswat Al Eid before receiving their next clue from the home owner. In Wedding Table, teams had to travel to an Arab market and purchase 25 chickens and several other ingredients needed to prepare a traditional Omani dish, maqbous. Once the dish was complete, teams had to serve the dish to a bride and groom for their next clue.
Additional tasks
- Upon arrival in Muscat, teams made their way to the Burj Al Mubkharah in Riyam Park, where teams were given small silver ingots with three separate times that would determine when teams would climb the fort's watchtower the following morning.
- The clue at the watchtower instructed teams to drive themselves to the highest point of Oman, Jebel Shams. At the base of the mountain, a safety driver would take teams to their next clue.
- At Muttrah Souq, teams had to find a frankincense vendor at Ghalib Bakheet Salem Bait Kalshat Al-Mahari Store and then search the marketplace for "Ali Baba" to trade the frankincense for their next clue.

### Leg 9 (Oman → Bangladesh)
Airdate: November 21, 2010

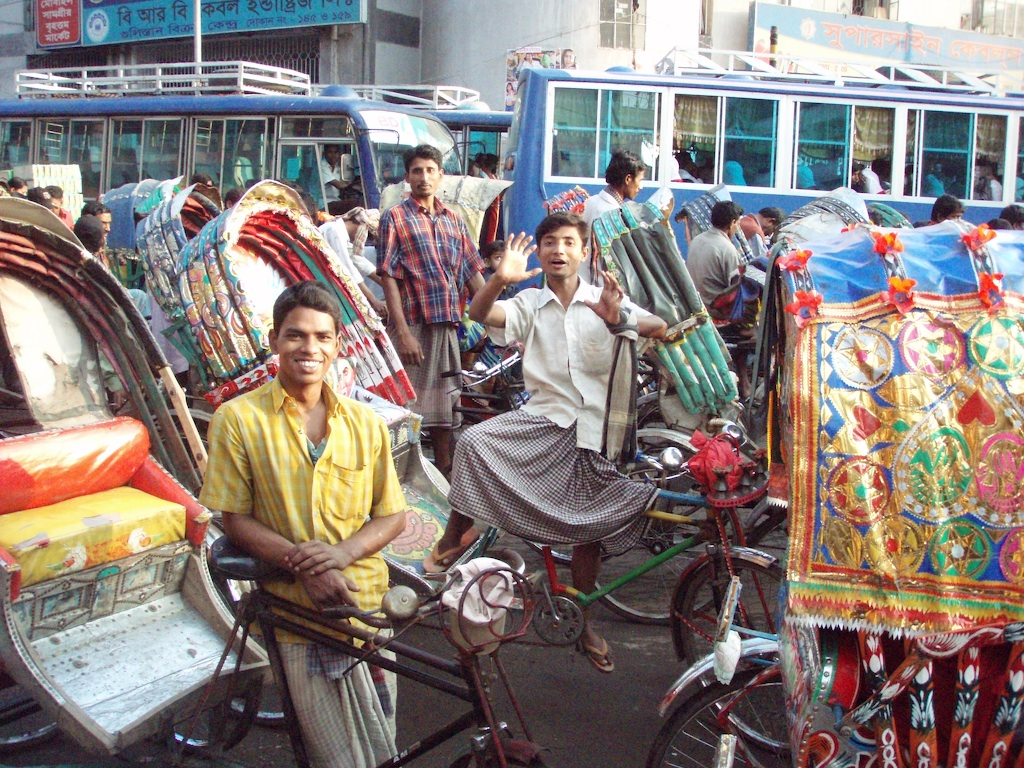
In Dhaka, Bangladesh, the Rickshaw Capital of the World, teams had to use cycle rickshaws for travel and had to build one for the Roadblock.

- Bản mẫu:TAR travel Muscat (Muscat International Airport) to Dhaka, Bangladesh (Shahjalal International Airport)
- Dhaka (Sundarban Square Supermarket)
- Bản mẫu:TAR clue Dhaka (Dhaka Harbor)
- Dhaka (Sadarghat) Bản mẫu:TAR clue
- Bản mẫu:TAR travel Dhaka (Nazira Bazaar – Tekka Mistiri Rickshaw Garage) Bản mẫu:TAR clue
- Dhaka (Lalbagh Fort) Bản mẫu:TAR clue

This leg's Detour was a choice between Balanced Meal or Balanced Bricks. In Balanced Meal, teams had to pick up 30 filled tiffin carriers and take them by boat to a cargo ship in the harbor. After lifting the carriers onto the ship, teams had to bring ten empty carriers back to shore, where they could exchange them for the next clue. In Balanced Bricks, teams had to unload bricks from a supply barge and carry them in baskets on top of their heads to a nearby shop. Once they delivered 100 intact bricks, the shop manager would give them their next clue.
In this leg's Roadblock, one team member had to properly assemble a cycle rickshaw using the parts provided to receive their clue.
Additional tasks
- At Sundarban Square Supermarket, teams had to search for a marked sugarcane stall. There, teams had to press sugarcane to collect enough sugarcane juice to fill a glass, and one team member would have to drink all of the juice to receive the next clue.
- After completing the Detour, teams were instructed to go on foot to Sadarghat, where they would find a new U-Turn twist (Double U-Turn). Teams then had to travel by cycle rickshaw to Nazira Bazaar for their next clue.

### Leg 10 (Bangladesh → Hong Kong)
Airdate: November 28, 2010

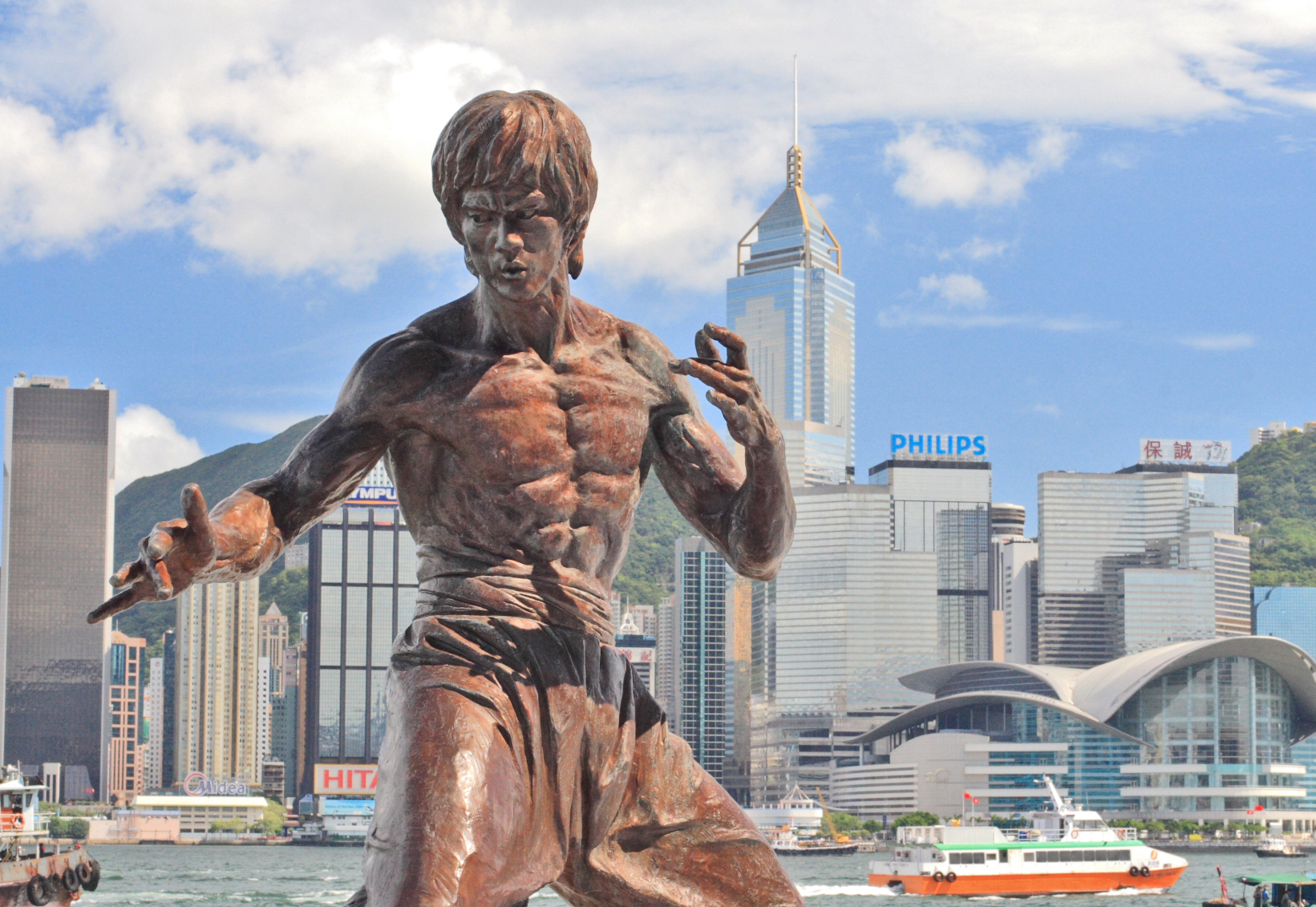
In Hong Kong, teams visited the memorial statue of martial artist and film star Bruce Lee on the Avenue of Stars.

- Bản mẫu:TAR travel Dhaka (Shahjalal International Airport) to Chek Lap Kok, Hong Kong, China (Hong Kong International Airport)
- Bản mẫu:TAR travel Chek Lap Kok, Islands District (Airport Ground Transportation Centre) to Central and Western District (Jardine House)
- Bản mẫu:TAR travel Central and Western District (Central Piers) to Cheung Chau, Islands District (Cheung Chau Ferry Pier)
- Cheung Chau (Cheung Po Tsai Cave)
- Bản mẫu:TAR travel Cheung Chau (Cheung Chau Ferry Pier) to Yau Tsim Mong District (Star Ferry Pier, Tsim Sha Tsui)
- Yau Tsim Mong District (Majesty Chinese Restaurant) Bản mẫu:TAR clue
- Yau Tsim Mong District (Avenue of Stars – Statue of Bruce Lee)
- Bản mẫu:TAR clue Wan Chai District (Hong Kong Tramways) or Southern District (Aberdeen Harbour)
- Central and Western District (Statue Square overlooking The Cenotaph) Bản mẫu:TAR clue

In this leg's Roadblock, one team member had to use chopsticks to search among several plates of food on a buffet for one of five pieces of fake food normally used for display to receive their next clue from a chef. Team members had to eat any real food they picked up.
This leg's Detour was a choice between Ding Ding or Sampan. In Ding Ding, teams had to ride the Hong Kong Tramways, colloquially known as the "Ding Ding", between Arsenal Street and Causeway Bay Tram Terminus, while searching through thousands of sign for three signs (reading "Pit Stop", "Statue", and "Square") that, when combined, would reveal the location of the Pit Stop. In Sampan, teams went to the Jumbo Kingdom's dock and took a pair of budgerigars in a birdcage on a sampan. Then they had to search along the Aberdeen Typhoon Shelters for a boat with the registration number matching the number on their birdcage. When found, teams could then trade the birdcage for the location of the Pit Stop: Statue Square.
Additional tasks
- Once in Hong Kong, teams had to travel by bus and ferry to Cheung Chau, where they had to find the Cheung Po Tsai Cave to find their next clue.
- At the Avenue of Stars in Tsim Sha Tsui, teams had to locate the statue of Bruce Lee to find their next clue.

### Leg 11 (Hong Kong → South Korea)
Airdate: December 5, 2010

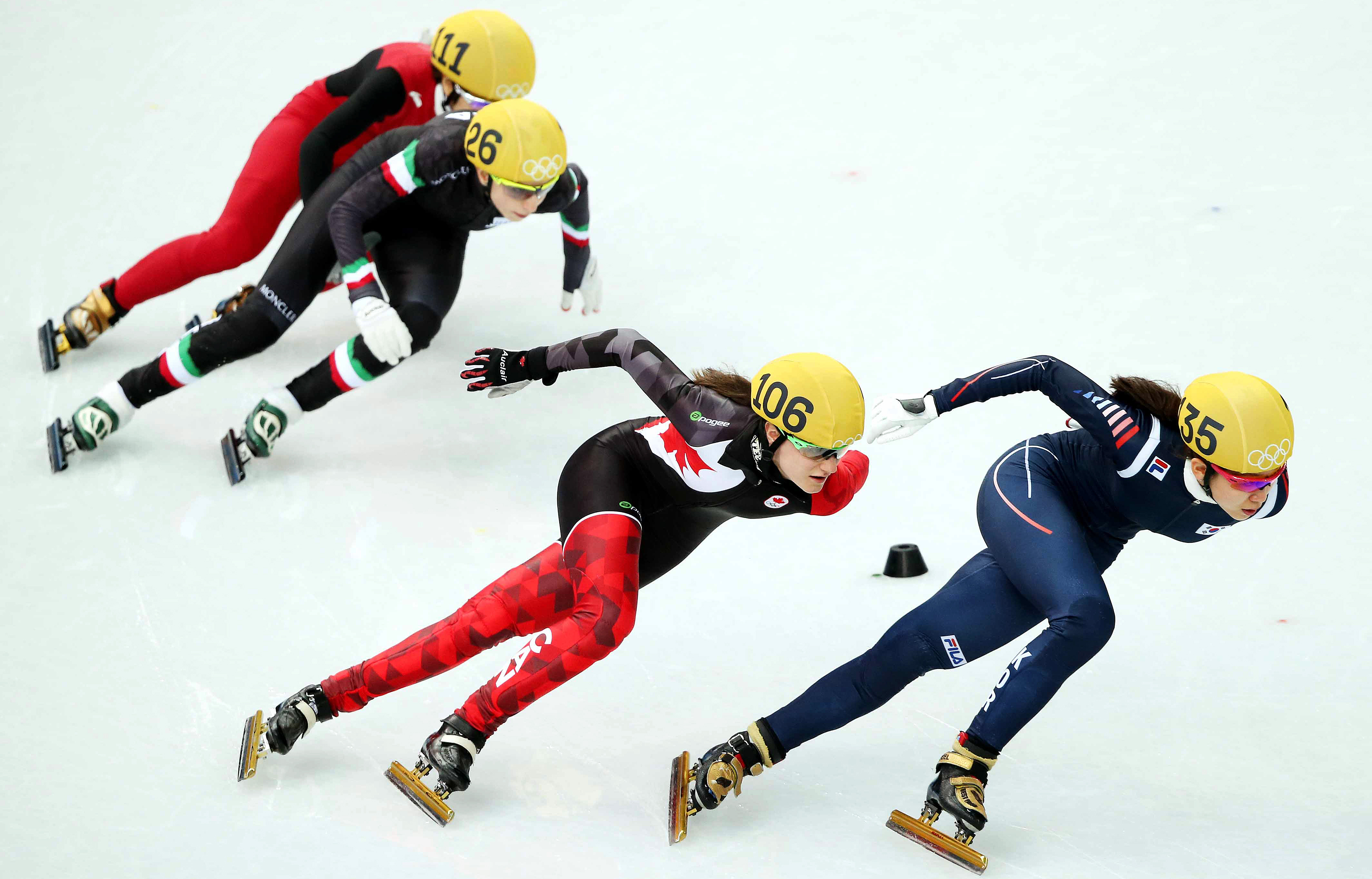
One of the Detour choices in Seoul paid tribute to South Korea's successful short track speed skating campaign at the Winter Olympics.

- Central and Western District (Conrad Hong Kong) (Pit Start)
- Bản mẫu:TAR travel Chek Lap Kok (Hong Kong International Airport) to Seoul, South Korea (Incheon International Airport)
- Cheorwon (Seung-il Bridge (bằng tiếng Hàn Quốc))
- Dongducheon (Camp Casey) Bản mẫu:TAR clue Bản mẫu:TAR clue
- Bản mẫu:TAR travel Dongducheon (Dongducheon Station) to Seoul (World Cup Stadium Station)
- Seoul (Seoul World Cup Stadium)
- Bản mẫu:TAR clue Seoul (Mokdong Ice Rink or Namdaemun Market)
- Seoul (Yeouido Hangang Park – Airplane Statue)
- Seoul (Temple of Heaven) Bản mẫu:TAR clue

For their Speed Bump, Nick & Vicki had to clean a M109 Self-Propelled Howitzers; however, this task was not described by Phil on-air because they fell much further behind the other teams due to the previous leg.
In this leg's Roadblock, one team member had to pick a headband and then search among two hundred soldiers practicing taekwondo for the one wearing a matching headband. Once they found the right soldier, the soldier would break open a wooden board that contained the next clue. If not, the soldier would take their headband, and team members had to retrieve another headband.
This season's final Detour was a choice between Full Throttle or Full Bottle. For both Detour options, teams had to travel by subway or by foot to the specified location. In Full Throttle, teams had to travel to the Mokdong Ice Rink, where they had to put on short track speed skating suits and complete a two-person skating relay of 24 laps around the rink to receive their next clue. In Full Bottle, teams had to travel to Namdaemun Market, where they had to put on delivery uniforms and then deliver six large glass jars of ginseng roots to a holistic wellness store without breaking any of them. When they were done, both team members had to finish a bottle of ginseng tonic to receive their next clue.
Additional tasks
- Upon arrival in Seoul, teams have to drive towards North Korea to the Seung-il Bridge in the Korean Demilitarized Zone. There, teams had to whitewater raft down the Hantan River and board a Humvee that would take them to Camp Casey in Dongducheon, where the next clue was located.
- At Yeouido Hangang Park, teams had to search the park for an airplane statue to find their next clue.

### Leg 12 (South Korea → United States)
Airdate: December 12, 2010

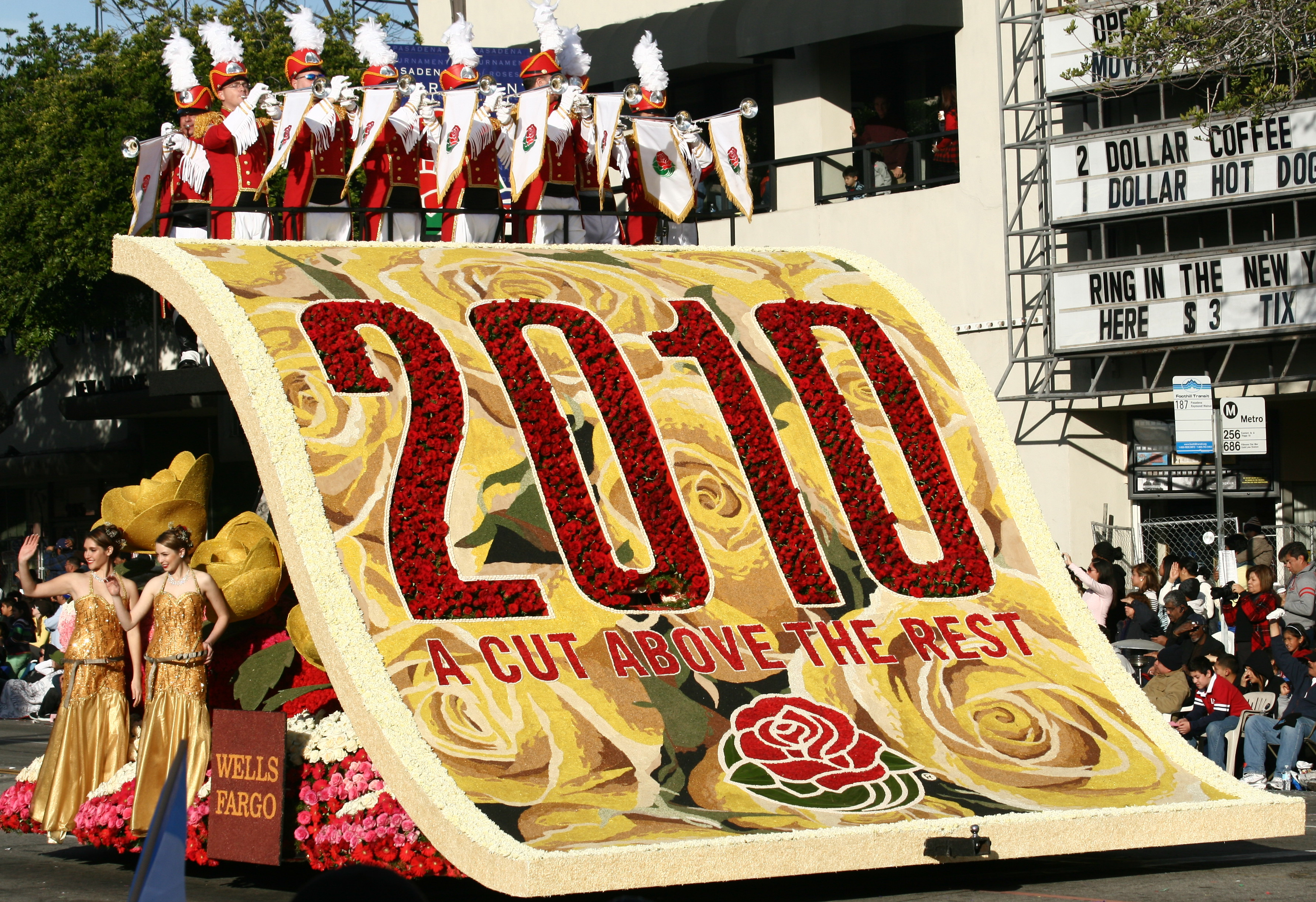
At the Rose Bowl in Pasadena, California, teams participated in a Roadblock where they had to decorate the theme float (similar to the one pictured) for the 2011 Tournament of Roses Parade.

- Bản mẫu:TAR travel Seoul (Incheon International Airport) to Los Angeles, California, United States (Los Angeles International Airport)
- Long Beach (Port of Long Beach – Pier J 266)
- Bản mẫu:TAR travel San Pedro (Catalina Heliport) to Pasadena (Rose Bowl) Bản mẫu:TAR clue
- Los Angeles (Quixote Studios)
- Beverly Hills (Greystone Mansion) Bản mẫu:TAR clue

In this season's final Roadblock, one team member had to decorate three sections of the theme float for the Tournament of Roses Parade by gluing chrysanthemums to one section, placing roses in special vials of water and then placing them in a section of the float, and then covering a giant cardboard rose with finely ground straw in compliance with the "natural materials" requirement as stated in the rules for decorating the floats. When they completed the float sections correctly, the floral director would tell them that they could obtain their next clue from 2009 Rose Queen Courtney Lee.
Additional tasks
- At Pier J on the Port of Long Beach, teams rode an elevator to the top of one of the pier's gantry cranes, where they received their clue. They were then dropped from the crane on a tandem bungee swing over the water. Once teams were on the pier they could read their clue, which informed them that they would be riding a helicopter to a surprise destination: the Rose Bowl.
- The clue after the Roadblock was presented to teams as three riddles to solve: (1) I am Sancho Panza's master (Don Quixote), (2) I am the place to hear The Symphony in the Glen (Griffith Park), (3) Monroe's Year of the Itch (The Seven Year Itch). Teams had to combine the answers to figure out their next destination was located at Quixote Studios Stage 7 located near Griffith Park.
- At Quixote Studios, teams were put in front of a large game show-like board that flashed videos of 48 people wearing different kinds of hats, 11 of which were the greeters that welcomed them to the Pit Stops. Teams had to use a control panel to pick the greeters and place them in the order they appeared during the season to receive their final clue from game show host Bob Eubanks.

## Reception

### Critical response
The Amazing Race 17 received mixed-to-positive reviews. Andy Dehnart of reality blurred wrote that its was "an average (at best) season, one plagued by a consistent lack of surprise, few actually challenging challenges, and a lot of stupidity." Scott Von Doviak of The A.V. Club wrote that "the season has been somewhat less than amazing, exhibiting the same flaws that have plagued the last several editions of the long-running series: lackluster challenges, repetitive airport and taxicab drama, too many unlikeable teams, too many equalizing points along the route, and a distinct lack of suspense at the end of too many legs." Luke Dwyer of TV Fanatic wrote that this season had "an unusually likable cast. Only a handful of contestants were the kind you actively root against and even those were tamed by The Amazing Race standards. Instead we were treated to a cast without a dominant group, but one that was easy to root for." In 2016, this season was ranked 3rd out of the first 27 seasons by the Rob Has a Podcast Amazing Race correspondents. Likewise in 2021, Jane Andrews of Gossip Cop also ranked this season as the show's 3rd best season. Val Barone of TheThings ranked this season as the show's 2nd best season.

## Ratings

### U.S. Nielsen ratings
| #  | Airdate            | Episode                                             | Rating     | Share      | Rating/Share | Viewers    | Rank               | Rank             | Rank           | Rank         |
| #  | Airdate            | Episode                                             | Households | Households | 18–49        | (millions) | Timeslot (Viewers) | Timeslot (18–49) | Week (Viewers) | Week (18–49) |
| -- | ------------------ | --------------------------------------------------- | ---------- | ---------- | ------------ | ---------- | ------------------ | ---------------- | -------------- | ------------ |
| 1  | September 26, 2010 | "They Don't Call It The Amazing Race For Nothin!"   | 6.3        | 10         | 3.7/9        | 11.54      | #2                 | #2               | #26            |              |
| 2  | October 3, 2010    | "A Kiss Saves the Day"                              | 6.2        | 10         | 3.4/9        | 10.67      | #2                 | #2               | #28            | #25          |
| 3  | October 10, 2010   | "In Phil We Trust"                                  | 6.9        | 11         | 3.8/9        | 11.99      | #3                 | #3               | #20            | #13          |
| 4  | October 17, 2010   | "We Should Have Brought Gloves and Butt Pads"       | 6.3        | 10         | 3.5/9        | 10.94      | #2                 | #2               | #21            | #21          |
| 5  | October 24, 2010   | "Tastes Like a Million Dollars"                     | 6.7        | 10         | 3.4/8        | 11.42      | #2                 | #2               | #20            | #19          |
| 6  | October 31, 2010   | "Run, Babushka, Run"                                | 5.3        | 9          | 2.6/7        | 9.09       | #3                 | #3               | (<#25)         | (<#25)       |
| 7  | November 7, 2010   | "I Want to Be in the Circus, That's Where I Belong" | 6.5        | 10         | 3.3/8        | 11.01      |                    |                  | #20            | #23          |
| 8  | November 14, 2010  | "Ali Baba in a Suit"                                | 6.0        | 9          | 2.8/7        | 10.34      | #2                 | #2               |                |              |
| 9  | November 21, 2010  | "There's a Lot of Nuts and Bullets"                 | 6.2        | 9          | 3.0/7        | 10.59      | #2                 | #2               | #24            |              |
| 10 | November 28, 2010  | "I Hate Chinese Food"                               | 6.3        | 10         | 3.1/8        | 11.07      |                    |                  | #13            | #17          |
| 11 | December 5, 2010   | "I'm Surrounded by Ninjas"                          | 6.1        | 9          | 3.1/8        | 10.34      | #2                 | #2               | #17            | #14          |
| 12 | December 12, 2010  | "Hi. I'm Sorry. I'm in a Race"                      | 7.0        | 11         | 3.7/9        | 12.12      | #2                 | #2               | #11            | #10          |

- Episode 6, "Run, Babushka, Run", aired on Halloween when viewership was down for all shows and where it went up against Sunday Night Football and Game 4 of the World Series.

### Canadian ratings
Canadian broadcaster CTV also aired The Amazing Race on Sundays at 8pm Eastern, Central, & Atlantic (9pm Pacific & Mountain).
| #  | Airdate            | Episode                                             | Viewers (millions) | Rank (Week) |
| -- | ------------------ | --------------------------------------------------- | ------------------ | ----------- |
| 1  | September 26, 2010 | "They Don't Call It The Amazing Race For Nothin!"   | 2.44               | #8          |
| 2  | October 3, 2010    | "A Kiss Saves the Day"                              | 2.62               | #3          |
| 3  | October 10, 2010   | "In Phil We Trust"                                  | 2.30               | #7          |
| 4  | October 17, 2010   | "We Should Have Brought Gloves and Butt Pads"       | 2.99               | #1          |
| 5  | October 24, 2010   | "Tastes Like a Million Dollars"                     | 2.72               | #2          |
| 6  | October 31, 2010   | "Run, Babushka, Run"                                | 2.36               | #6          |
| 7  | November 7, 2010   | "I Want to Be in the Circus, That's Where I Belong" | 2.67               | #4          |
| 8  | November 14, 2010  | "Ali Baba in a Suit"                                | 2.79               | #2          |
| 9  | November 21, 2010  | "There's a Lot of Nuts and Bullets"                 | 2.63               | #3          |
| 10 | November 28, 2010  | "I Hate Chinese Food"                               | 2.51               | #4          |
| 11 | December 5, 2010   | "I'm Surrounded by Ninjas"                          | 2.68               | #1          |
| 12 | December 12, 2010  | "Hi. I'm Sorry. I'm in a Race"                      | 2.74               | #1          |

- Episode 3, "In Phil We Trust", aired on the Sunday before Canadian Thanksgiving Day.

## Notes
1. ↑  Trước chiến thắng của Nat & Kat, mùa đầu của The Amazing Race Asia ra mắt lần đầu tiên vào năm 2006 đã giành được chiến thắng bởi một đội toàn nữ người Malaysia bao gồm Joe Jer Tee và đồng nghiệp Zabrina Fernandez. Phiên bản Brasil còn được biết là A Corrida Milionária cũng đã có một đội toàn nữ giành chiến thắng đó là Patrícia và Sane.

## References
1. 1 2  "Good Morning Gloucester Exclusive – Gloucester Fishing Boats Transport CBS Amazing Race Contestants To Race Kick Off". Good Morning Gloucester. Truy cập ngày 26 tháng 5 năm 2010.
2. 1 2  Andy Dehnart (ngày 8 tháng 7 năm 2010). "TAR 17 cast, including another beauty queen, identified; elimination order spoiled". reality blurred. Truy cập ngày 24 tháng 4 năm 2021.
3. ↑  "Application form" (PDF). CBS. Bản gốc (PDF) lưu trữ ngày 14 tháng 2 năm 2010. Truy cập ngày 21 tháng 1 năm 2010.
4. ↑  Hibberd, James (Hollywood Reporter) (ngày 3 tháng 11 năm 2010). ""Amazing Race" finally getting HD upgrade". Reuters. Lưu trữ bản gốc ngày 22 tháng 5 năm 2011. Truy cập ngày 3 tháng 11 năm 2010.
5. ↑  ViacomCBS. "CBS's EMMY AWARD-WINNING REALITY FRANCHISES TO RETURN IN 2010-2011". Truy cập ngày 25 tháng 6 năm 2020.
6. ↑  Rice, Lynette (ngày 22 tháng 7 năm 2010). "CBS reveals fall premiere dates". Entertainment Weekly. Bản gốc lưu trữ ngày 8 tháng 12 năm 2019. Truy cập ngày 25 tháng 6 năm 2020.
7. 1 2  Nudd, Tim (ngày 1 tháng 9 năm 2010). "Beauty Queens, TV Hosts Set for New Season of The Amazing Race". People. Truy cập ngày 25 tháng 6 năm 2020.
8. ↑  Dahl, Melissa (ngày 9 tháng 9 năm 2010). "How to take a watermelon smash to the face". NBC News. Truy cập ngày 25 tháng 6 năm 2020.
9. ↑  "Eligibility Requirements" (PDF). CBS. Bản gốc (PDF) lưu trữ ngày 14 tháng 2 năm 2010. Truy cập ngày 1 tháng 2 năm 2010.
10. ↑  Eng, Joyce (ngày 22 tháng 11 năm 2010). "Amazing Race's Chad and Stephanie Are Married, Expecting, and Regretting That Ice Cream Break". TV Guide. Truy cập ngày 15 tháng 6 năm 2020.
11. ↑  Christopher Rocchio; Steve Rogers (ngày 24 tháng 1 năm 2018). "'Race' couple Hayden Kristianson and Aaron Crumbaugh get married". realitytvworld. Truy cập ngày 15 tháng 6 năm 2020.
12. ↑  Bierly, Mandi (ngày 19 tháng 1 năm 2011). "'Amazing Race' announces teams for all-star 'Unfinished Business' edition". Entertainment Weekly. Truy cập ngày 30 tháng 10 năm 2020.
13. ↑  Annie, Barrett (ngày 24 tháng 2 năm 2014). "The Amazing Race season premiere recap: 'The Amazing Race' season 24 premiere recap". Entertainment Weekly. Truy cập ngày 30 tháng 10 năm 2020.
14. ↑  "Ms. Kentucky Oil". Discovery Channel. ngày 4 tháng 6 năm 2013. Truy cập ngày 22 tháng 7 năm 2020.
15. ↑  "Big Brother, The Amazing Race, And Survivor Stars To Play The Price Is Right". CBS. ngày 25 tháng 4 năm 2016. Truy cập ngày 9 tháng 1 năm 2020.
16. ↑  "Exclusive: Ron Kellum and Tony Stovall talk 'The Amazing Race'". Reality TV World. ngày 28 tháng 9 năm 2010. Truy cập ngày 24 tháng 4 năm 2021.
17. ↑  "Ron & Tony ('The Amazing Race')". Digital Spy. ngày 27 tháng 9 năm 2010. Truy cập ngày 24 tháng 4 năm 2021.
18. ↑  "Reality TV World talks to someone involved with the race". Reality TV World. ngày 9 tháng 11 năm 2010. Truy cập ngày 23 tháng 11 năm 2010.
19. ↑  "Nick and Vicki of 'The Amazing Race' Only Regret Taking the Penalty". ngày 7 tháng 12 năm 2010. Bản gốc lưu trữ ngày 8 tháng 12 năm 2010.
20. ↑  Eng, Joyce (ngày 6 tháng 12 năm 2010). "Amazing Race's Nick and Vicki: We Regret Taking the Six-Hour Penalty". TV Guide. Truy cập ngày 7 tháng 12 năm 2010.
21. ↑  "The Amazing Race Episode Listings". The Futon Critic. Truy cập ngày 22 tháng 7 năm 2020.
22. ↑  "Stornaustet" (bằng tiếng Na Uy). Bản gốc lưu trữ ngày 24 tháng 7 năm 2011. Truy cập ngày 23 tháng 11 năm 2010.
23. ↑  Andy Dehnart (ngày 13 tháng 12 năm 2010). "Amazing Race finally has female winners after Nat and Kat dominate final leg". reality blurred. Truy cập ngày 20 tháng 3 năm 2021.
24. ↑  Von Doviak, Scott (ngày 12 tháng 12 năm 2010). "The Amazing Race: "Hi. I'm Sorry. I'm In A Race."". The A.V. Club. Bản gốc lưu trữ ngày 22 tháng 4 năm 2021. Truy cập ngày 20 tháng 3 năm 2021.
25. ↑  Dwyer, Luke (ngày 13 tháng 12 năm 2010). "The Amazing Race Winners Are..." TV Fanatic. Truy cập ngày 20 tháng 3 năm 2021.
26. ↑  Mike Bloom; Jessica Liese; Dan Heaton (ngày 5 tháng 2 năm 2016). "Amazing Race | Ranking the Season". Rob Has a Podcast (Podcast).  Sự kiện xảy ra vào lúc 1:47:48. Truy cập ngày 20 tháng 3 năm 2021.
27. ↑  Andrews, Jane (ngày 2 tháng 1 năm 2021). "The Best Seasons Of The Amazing Race, Ranked". Gossip Cop. Bản gốc lưu trữ ngày 4 tháng 3 năm 2021. Truy cập ngày 20 tháng 3 năm 2021.
28. ↑  Barone, Val (ngày 5 tháng 6 năm 2021). "The Top 10 Best 'Amazing Race' Seasons Ranked". TheThings. Truy cập ngày 12 tháng 6 năm 2021.
29. ↑  "CBS Wins premiere week in viewers, adults 18–49 and adults 25–54". ViacomCBS Press Express. ngày 28 tháng 9 năm 2010. Truy cập ngày 25 tháng 6 năm 2020.
30. ↑  ViacomCBS Press Express (ngày 5 tháng 10 năm 2010). "CBS OPENS THE SEASON 2 FOR 2". Truy cập ngày 25 tháng 6 năm 2020.
31. ↑  "CBS EXTENDS 2010 SEASON WINNING STREAK TO THREE WEEKS". ViacomCBS Press Express. ngày 12 tháng 10 năm 2010. Truy cập ngày 25 tháng 6 năm 2020.
32. ↑  "CBS GOES 4 FOR 4 TO OPEN THE SEASON". ViacomCBS Press Express. ngày 19 tháng 10 năm 2010. Truy cập ngày 25 tháng 6 năm 2020.
33. ↑  "CBS GOES 5 FOR 5: ONLY 3RD TIME IN 23 YEARS A NET OPENS SEASON WITH 5 STRAIGHT WINS IN VIEWERS AND DEMOS". ViacomCBS Press Express. ngày 26 tháng 10 năm 2010. Truy cập ngày 25 tháng 6 năm 2020.
34. ↑  TVbythenumbers.com. "TV Ratings Broadcast Top 25: NFL, Modern Family, Glee, NCIS, DWTS Top Week 6 Viewing". Bản gốc lưu trữ ngày 14 tháng 11 năm 2010. Truy cập ngày 2 tháng 11 năm 2010.
35. ↑  TVbythenumbers.com. "TV Ratings Broadcast Top 25: Modern Family, Dancing With The Stars, Criminal Minds Top Week 7 Viewing". Bản gốc lưu trữ ngày 14 tháng 11 năm 2010. Truy cập ngày 9 tháng 11 năm 2010.
36. ↑  "CBS: A Decade of November Sweep Wins". TV By The Numbers. ngày 23 tháng 11 năm 2010. Bản gốc lưu trữ ngày 27 tháng 6 năm 2020. Truy cập ngày 25 tháng 6 năm 2020.
37. 1 2  CBS Press Express. "CBS: A DECADE OF NOVEMBER SWEEP WINS". CBS Press Express. Bản gốc lưu trữ ngày 18 tháng 1 năm 2013. Truy cập ngày 18 tháng 12 năm 2011.
38. ↑  "Ratings - CBS Marks Thanksgiving Week With Its Ninth Win in 10 Weeks Among Viewers". The Futon Critic. ngày 30 tháng 11 năm 2010. Truy cập ngày 25 tháng 6 năm 2020.
39. ↑  TV By the Numbers (ngày 7 tháng 12 năm 2010). "TV Ratings Broadcast Top 25: Sunday Night Football, Glee, Simpsons, NCIS, Grey's Anatomy Top Week 11 Viewing". Tvbythenumbers.zap2it.com. Lưu trữ bản gốc ngày 10 tháng 12 năm 2010. Truy cập ngày 18 tháng 12 năm 2011.
40. ↑  "CBS Is #1 in Viewers and Adults 25–54 for the 10th Time in 11 Weeks This Season". The Futon Critic. CBS. ngày 7 tháng 12 năm 2010. Lưu trữ bản gốc ngày 6 tháng 4 năm 2019. Truy cập ngày 18 tháng 12 năm 2011.
41. ↑  "CBS #1 IN VIEWERS AND A25-54 FOR 11TH TIME IN 12 WEEKS". ViacomCBS Press Express. ngày 14 tháng 12 năm 2010. Truy cập ngày 25 tháng 6 năm 2020.
42. ↑  "Top Programs – Total Canada (English): September 20 – September 26, 2010" (PDF). BBM Canada. ngày 1 tháng 10 năm 2010. Bản gốc (PDF) lưu trữ ngày 6 tháng 7 năm 2011. Truy cập ngày 18 tháng 12 năm 2011.
43. ↑  "Top Programs – Total Canada (English): September 27 – October 3, 2010" (PDF). BBM Canada. ngày 8 tháng 10 năm 2010. Bản gốc (PDF) lưu trữ ngày 6 tháng 7 năm 2011. Truy cập ngày 18 tháng 12 năm 2011.
44. ↑  "Top Programs – Total Canada (English): October 4 – October 10, 2010" (PDF). BBM Canada. ngày 15 tháng 10 năm 2010. Bản gốc (PDF) lưu trữ ngày 21 tháng 11 năm 2010. Truy cập ngày 18 tháng 12 năm 2011.
45. ↑  "Top Programs – Total Canada (English): October 11 – October 17, 2010" (PDF). BBM Canada. ngày 22 tháng 10 năm 2010. Bản gốc (PDF) lưu trữ ngày 21 tháng 11 năm 2010. Truy cập ngày 18 tháng 12 năm 2011.
46. ↑  "Top Programs – Total Canada (English): October 18 – October 24, 2010" (PDF). BBM Canada. ngày 29 tháng 10 năm 2010. Bản gốc (PDF) lưu trữ ngày 22 tháng 11 năm 2010. Truy cập ngày 18 tháng 12 năm 2011.
47. ↑  "Top Programs – Total Canada (English): October 25 – October 31, 2010" (PDF). BBM Canada. ngày 5 tháng 11 năm 2010. Bản gốc (PDF) lưu trữ ngày 6 tháng 7 năm 2011. Truy cập ngày 18 tháng 12 năm 2011.
48. ↑  "Top Programs – Total Canada (English): November 1 – November 7, 2010" (PDF). BBM Canada. ngày 12 tháng 11 năm 2010. Bản gốc (PDF) lưu trữ ngày 17 tháng 12 năm 2011. Truy cập ngày 18 tháng 12 năm 2011.
49. ↑  "Top Programs – Total Canada (English): November 8 – November 14, 2010" (PDF). BBM Canada. ngày 19 tháng 11 năm 2010. Bản gốc (PDF) lưu trữ ngày 6 tháng 7 năm 2011. Truy cập ngày 18 tháng 12 năm 2011.
50. ↑  "Top Programs – Total Canada (English): November 15 – November 21, 2010" (PDF). BBM Canada. ngày 26 tháng 11 năm 2010. Bản gốc (PDF) lưu trữ ngày 14 tháng 12 năm 2010. Truy cập ngày 18 tháng 12 năm 2011.
51. ↑  "Top Programs – Total Canada (English): November 22 – November 28, 2010" (PDF). BBM Canada. ngày 3 tháng 12 năm 2010. Bản gốc (PDF) lưu trữ ngày 24 tháng 1 năm 2011. Truy cập ngày 18 tháng 12 năm 2011.
52. ↑  "Top Programs – Total Canada (English): November 29 – December 5, 2010" (PDF). BBM Canada. ngày 10 tháng 12 năm 2010. Bản gốc (PDF) lưu trữ ngày 10 tháng 3 năm 2012. Truy cập ngày 18 tháng 12 năm 2011.
53. ↑  "Top Programs – Total Canada (English): December 6 – December 12, 2010" (PDF). BBM Canada. ngày 17 tháng 12 năm 2010. Bản gốc (PDF) lưu trữ ngày 24 tháng 1 năm 2011. Truy cập ngày 18 tháng 12 năm 2011.

## External links
- Official website